# اوستا
اَوِستا مجموعه‌ای از کتاب‌های دینی در مَزدَیَسنا است که به زبان اوستایی نوشته شده است. این مجموعه در دورهٔ ساسانی دارای بیست و یک بخش بوده است، اما امروزه پنج بخش از آن باقی مانده است که عبارت اند از یَسنا (شامل گاهان)، یَشت‌ها، وَندیداد، ویسپَرَد و خُرده‌اوستا.

## واژه‌شناسی
واژهٔ اوستا از نظر ریشه و معنی لغوی مشخص نیست. واژهٔ اوستا در متن اوستایی نیامده است و در فارسی میانه (پهلوی) به صورت abestāg/apestāk آمده است. این واژه برای نخستین بار در کتیبه‌های کَرتیر در زمان ساسانیان به کار رفته است. در متن فارسی نو: اوستا، در متن‌های تاریخی عربی: بستاه، البستاه، البستا، الابستا، الابستاق آمده است. اشپیگل آن را مشتق از ā-vista به معنی «دانش» و هم‌ریشه با «ودا» می‌داند، یوستی آن را هم‌خانواده با واژهٔ اوستایی afsman- (به معنی «بیت») می‌داند. آندرِئاس و گِلدنر برگرفته از upa+stā به معنی پایه و اساس می‌دانستند، بارتُلُمه اصل آنرا upa-stāv می‌داند و معنی آن را «ستایش» می‌آورد. هِنینگ آن را با واژهٔ əpštāwan سُغدی «اندرز، سفارش» مرتبط می‌داند. دانشمند ژاپنی ایتو صورت باستانی *apa-stā-ka را در معنی «[متنِ] درنیافتنی، [متنِ] ژرف» پیشنهاد کرده است. بسیاری پژوهشگران پیشنهاد بارتلمه را پذیرفتنی‌تر می‌دانند.
ریشه‌های این واژه «اَبِستاگ» در پارسی میانه مشتق از «*اوپَ-سْتاوَکَ- (*upa-stāvaka-)» (ستایش) در ایرانی باستان است.

در مُجمَل التواریخ آمده است:
 و زردشت کتاب بستاق که ایشان ابستا و وستا خوانند بر گشتاسب عرضه کرد.
همچنین خاقانی در سروده‌اش آورده است:
| چو اینجا معنی قرآن ندانم |  | روم آنجا که آبستا بخوانم |
|                          |  | خاقانی                   |

## تاریخچهٔ اوستا
بخش‌های اوستا در دوران‌های گوناگون به‌دست کسان پرشماری نوشته شده‌اند، ولی از آن میان تنها بخشی از سرودها از آنِ خود زرتشت است. نوشته‌های اوستا دربرگیرنده است از نیایشِ اهورا مزدا و اَمِشاسْپَندان و دیگر ایزدان و نمادهای طبیعت و بایسته‌های آدمی در جهان بهشت و دوزخ و داستان‌های ملی.
گویند پس از آنکه اسکندر مقدونی کاخ پادشاهی ایران را آتش زد، اوستای قدیم را نیز که شامل ۸۱۵ فصل بود سوزاند. بلاش اشکانی فرمان داد تا اوستای پراکنده را از شهرهای ایران گرد آورند. اردشیر بابکان، تنسر را مأمور سامان دادن آن کرد. پسرش شاپور یکم کار پدر را دنبال کرد و سرانجام پس از گردآوری اوستا از آن جمله ۳۴۸ فصل به دست آمد که آن‌ها را به همان شیوهٔ کهن به بیست و یک نسک (کتاب) بخش کردند و نام‌ها و شرحِ این نسک‌ها در کتابِ پهلوی دینکرد و کتاب‌های دیگر آمده است. نسک‌های بیست و یک‌گانه اوستا به سه بهر بخش می‌شده‌اند:
1. نسک‌های گاسانیک در دانش و کار مینوی.
2. نسک‌های داتیک در دانش و کار جهانی.
3. نسک‌های هاتَک مانسَریک در آگاهی از کردارهای میانِ جهانِ مینوی و جهانِ خاکی.[۸]

اوستای امروزی دارای بخش‌های زیر است:
1. یسنا (گاهان بخشی از یسناست)
2. یشتها
3. وندیداد
4. ویسپرد
5. خرده‌اوستا

سروده‌های «یشت» (که به زرتشت نسبت داده می‌شوند، ولی کمابیش می‌توان گفت که وی آن‌ها را نسروده است) در اوستای نو جای دارند و گمان می‌رود که وابسته به دورهٔ هخامنشی (۶۴۸ تا ۳۳۰ پیش از میلاد) اند. «وندیداد» نیز که در اوستای نو جای دارد، گمان می‌رود که دیرتر و در زمان پارت‌ها (۱۴۱ پیش از میلاد تا ۲۲۴ میلادی) سروده شده باشد. «ویسپرد» دربرگیرندهٔ تازه‌ترین بخش اوستاست که به زبان پارسی میانه نوشته شده و به دورهٔ ساسانی (۲۲۶ تا ۶۵۱ میلادی) برمی‌گردد. در زمان ساسانیان نیز بخش‌های باقی‌مانده از آن کتاب بزرگ با افزودن آنچه در یادها مانده بود گردآوری شده و سرانجام در سده‌های پنجم و ششم هجری بار دیگر این کتاب گردآوری شد که به صورت امروزین درآمد. پژوهشگران ۲۱ نسک ساسانی را به ۳۴۵٬۷۰۰ کلمه برآورد کرده‌اند و امروز ۸۳٬۰۰۰ کلمه در اوستای فعلی موجود و باقی به تاراج حادثات رفته است.
کهن‌ترین نگارش دست‌نویس اوستا، اکنون در کپنهاک پایتخت دانمارک است و در سال ۱۳۲۵ میلادی نگاشته شده است. این نگارش را خاورشناس سرشناس دانمارکی وِستِرگارد (Westergaard) با خود از ایران به اروپا برد.

### دست به دست شدن نخستین
گمان می‌رود که برخی از نوشتارهای اوستا پیش از نوشته شدن سده‌ها به گونهٔ گفتاری نگاه داشته شده‌اند. «کتاب ارداویراف» که در سدهٔ ۳ یا ۴ پس از میلاد نوشته شد، بیان می‌کند که گات‌ها و برخی از دیگر نوشته‌های موجود در اوستا پیش از یورش اسکندر مقدونی به ایران موجود بوده‌اند. بر پایهٔ دیدگاه نویسندهٔ «ارداویراف‌نامه»، «دِژِ نِپِشت» (کتابخانهٔ کاخ) در یک آتش‌سوزی به‌دست اسکندر مقدونی ویران شد. با این همه، هیچ‌یک از این ادعاها را نمی‌توان تأیید کرد؛ چرا که اگر این متون وجود داشته‌اند اکنون هیچ اثری از آن‌ها نیست.
اما راسموس کریستیَن راسک نتیجه‌گیری کرد که این متون باید باقی‌مانده یک ادبیات بسیار بزرگ باشند، همان گونه که پلینی بزرگ در اثر خود به نام «تاریخ طبیعی (پلینی)» یک موبد ازمیری را توصیف می‌کند که در قرن سوم قبل از میلاد «دو میلیون از قطعه سروده‌های زرتشت را تفسیر می‌کرد». همان‌طور که پیتر کلارک در «دین زرتشت، آشنایی با یک مکتب باستانی» (۱۹۹۸، برایتون) خاطرنشان می‌سازد که اگر «گات‌ها» و متون کهن‌تر «یسنا» فقط به‌طور شفاهی دست به دست می‌شده‌اند، احتمال حفظ کیفیت زبان قدیمی آن‌ها وجود نداشته است.

### ویرایش در دورهٔ اشکانی
طبق «دینکرد» که یک اثر نیمه‌مذهبی مربوط به سدهٔ ۹ میلادی است، شاه وَلَخش تلاش کرد که متون مقدس را گرد آوری و تنظیم کند. چیزی از نتایج این کار (در صورت انجام شدن) باقی نمانده است.

### اوستای ساسانی
در سدهٔ سوم میلادی شاهنشاه ساسانیان، اردشیر اول (۲۲۶ تا ۲۴۱ میلادی) به موبد بزرگ خود تَنسَر فرمان داد که متون دینی را جمع‌آوری کند. بنابر دینکرد نتایج کار تنسر یک مجموعهٔ ۲۱ جلدی به زبان اوستایی (نه به زبان اوستایی گاتایی اصلی) به نام «نسک» ها بود که از ۳۴۸ فَرگَرد (فصل) و تقریباً ۳۵۰هزار واژه تشکیل می‌شد. آخرین ویرایش در زمان شاپور دوم (۳۰۹ تا ۳۷۹) انجام شد.
بیست و یک نسک اوستای ساسانی بر پایهٔ کتاب‌های هشتم و نهم دینکرد به گزارش زیر است:
1. سوتْکَر نَسْک (از بخش‌های گاسانیک): دارای ۲۲ فَرگَرد و دربارهٔ پرهیزگاری و دینداری بوده است. از نوشته‌های باارزش این نسک پیرامون «کرشاسب»، «کی‌خسرو» و «کی‌کاووس» بوده است. گمان می‌رود که رسالهٔ پهلوی «زندِ وُهومَن یسن» یا «بهمن یشت» برگرفته از فَرگَردِ هفتم «سوتکر نسک» باشد.
2. وَرْشْتْ مانْسَر (از بخش‌های گاسانیک): دارای ۲۲ فرگرد و دربارهٔ کارهای دینی و نیایش‌ها بوده است.
3. بَغْ نَسْک (از بخش‌های گاسانیک): دارای ۲۲ فرگرد و دربارهٔ دین زرتشتی و آموزه‌های اشوزرتشت بوده است، که چکیدهٔ آن در «دینْکَرد» آمده است. سه فرگرد این نسک تاکنون مانده است (یسنا، هات‌های ۱۹، ۲۰ و ۲۱) که تفسیر سه نماز «یَتااَهو وَئیرو»، «اَشِمْ وُهو» و «یِنگْهِ‌هاتامْ» را دربر می‌گیرد.
4. دامدات نَسْک (از بخش‌های هاتَک مانسَریک): دارای ۳۲ فرگرد و دربارهٔ جهانِ پسین و رستاخیز بوده است. این نسک به «دوازده هاماسْتْ» نیز نامور است.
5. ناتَرْ نَسْک (از بخش‌های هاتَک مانسَریک): دارای ۳۵ فرگرد و دربارهٔ ستاره‌شناسی بوده است.
6. پاجَگ نَسْک (از بخش‌های هاتَک مانسَریک): دارای ۲۲ فرگرد و دربارهٔ آیین‌ها و کارهای دینی بوده است.
7. رُودُ داد آئیتیگ نَسْک (از بخش‌های هاتَک مانسَریک): دارای ۱۳ فرگرد و دربارهٔ کارهای سیاسی، نظامی و اجتماعی بوده است.
8. بَریش نَسْک (از بخش‌های هاتَک مانسَریک): دارای ۱۲ فرگرد و دربارهٔ حقوق و قانون بوده است.
9. کَشْسْرُب نَسْک (از بخش‌های هاتَک مانسَریک): دارای ۱۵ فرگرد و دربارهٔ کارهای دینی و نیایش‌ها بوده است.
10. ویشتاسْپ ساسْت نَسْک (از بخش‌های هاتَک مانسَریک): دارای۱۰ فرگرد و دربارهٔ «ویشتاسب شاه»، پشتیبان اشوزرتشت و گسترشِ دینِ بهی بوده است.
11. وَشْتَگ نَسْک (از بخش‌های گاسانیک): دارای ۶ فرگرد و دربارهٔ رفتار و کردارِ دینی بوده است.
12. چیترادات نَسْک (از بخش‌های داتیک): دارای ۲۲ فرگرد و دو موضوع ارزشمند را دربرداشته است: یکی؛ پزشکی، انواع و شیوه‌ها و مسایل وابسته به آن و دیگری مسایلی که از آغاز آفرینش تا زندگی اشوزرتشت را شامل می‌شده است. که موضوع دوم به نژادها، قبیله‌ها وآیین‌هایشان و زندگی‌نامهٔ شاهان پیشدادی و کیانی می‌پرداخته است. و بی‌گمان این رساله بنیان «شاهنامه» ها و «سِیَرُالمُلوک» ها بوده است.
13. سْپِنْد نَسْک (از بخش‌های گاسانیک): دارای ۶۰ فرگرد و دربارهٔ اخلاق، شیوه‌های نیکوکاری و داستان کودکی اشوزرتشت بوده است.
14. بَغان یَشْت نَسْک (از بخش‌های داتیک): دارای ۱۷ فرگرد و دربارهٔ اهورامزدا، ایزدان و اَمِشاسْپَندان و شیوه‌های ستایش و نیایش آنان بوده است.
15. نیکاتوم نَسْک (از بخش‌های داتیک): دارای ۵۴ فرگرد و دربارهٔ راستی و چگونگی داد و به‌جای آوردن حقوق مردم (روش‌های محاکمه و دادرسی و گوناگونی کیفرها) و همچنین چگونگی اوزان و مقادیر بوده است.
16. گَنباسَرْنی جَت نَسْک (از بخش‌های داتیک): دارای ۶۵ فرگرد و دربارهٔ پیوند زناشویی، پایهٔ ایمان و قانون‌های حقوقی و قضایی بوده است.
17. هوسْپارَم نَسْک (از بخش‌های داتیک): دارای ۶۴ فرگرد و دربارهٔ جهانِ پسین و همچنین دستورهایی دربارهٔ کشاورزان و حقوق آنان بوده است.
18. سَکاتوم نَسْک (از بخش‌های داتیک): دارای ۵۲ فرگرد و موضوع‌های گوناگونی چون دادِ شاهان، رخدادهای رستاخیز، بایسته بودن مبارزه با بدی و گناه، چگونگی داوری، طبقه‌های داوران و قانون‌هایی دربارهٔ مالکیت را شامل می‌شده است.
19. وَنْدیداد نَسْک (از بخش‌های داتیک): دارای ۲۲ فرگرد و تنها نسک اوستایی ساسانی است که متن اوستایی و تفسیر پهلوی آن برجای مانده است. جغرافیا، داستان جمشید، رخدادهای رستاخیز، آداب پاکی، آداب بَرِشْنوم و دخمه کردن مردگان، دستورهای دینی را شامل می‌شود.
20. هاتُخْت نَسْک (از بخش‌های گاسانیک): دارای ۳۰ فرگرد و دربارهٔ ایزدان و فرشتگان بوده است. بخشی از این نسک در پیوستِ یَشت‌ها جای دارد که دارای سه فرگرد می‌باشد.
21. سْتوت یَشْت نَسْک (از بخش‌های گاسانیک): دارای ۳۳ فرگرد و دربارهٔ ستایش اهورامزدا و امشاسپندان بوده است. در اوستای کنونی این نسک به نام سْتوتْ یَسْن به معنای یسناهای ستایش نام دارد.

در روزگار ساسانیان هفت بخش ۱-۲-۳-۱۱-۱۳-۲۰-۲۱ را «گاسانیک» یا ادبیات مینوی (آن‌جهانی)، هفت بخش ۴-۵-۶-۷-۸-۹-۱۰ را «هاتَک‌مانْسَریک» یا ادبیاتی میان نوع ادبیات مینوی و این‌جهانی (آن‌جهانی و این‌جهانی) و هفت بخش ۱۲-۱۴-۱۵-۱۶-۱۷-۱۸-۱۹ را «داتیک» یا ادبیاتِ این‌جهانی نامیده می‌شد.

### اندیشمندان اروپایی
متون اوستا نسبتاً دیر به دست متفکران اروپایی رسید. آبراهام آنکوئتیل – دوپرون در سال ۱۷۵۵ به شرق هند سفر کرد و این متون را در جوامع پارسی بدست آورد. او در سال ۱۷۷۱ این متون را براساس یک ترجمه به زبان فارسی نو توسط یک موبد پارسی به زبان فرانسوی منتشر کرد.
راسموس راسک در دیدار از بمبئی (مومبای کنونی) در سال ۱۸۲۰ چندین دست نوشته از اوستا را جمع‌آوری کرد و برای اولین بار با بررسی زبان اوستایی به این نتیجه رسید که این متون باید باقی‌مانده یک مجموعه بزرگ از متون مقدس پارس باستان و بلخ باشند.
متونی که راسک آن را جمع‌آوری کرد، اکنون در کتابخانه دانشگاه کپنهاک قرار دارند. دست نوشته‌های دیگر در خانه هند شرقی و موزه بریتانیا در لندن، کتابخانهٔ بودلیان در آکسفورد و در کتابخانه دانشگاه‌های مختلف پاریس نگهداری می‌شوند.
همچنین، نام خاورشناس و ایران‌شناس آلمانی فریدریش فون اشپیگل (به آلمانی: Friedrich von Spiegel) (زادهٔ ۱۱ ژوئیه ۱۸۲۰-مرگ ۱۵ دسامبر ۱۹۰۵)، استاد دانشگاه ارلانگن، در زمرهٔ نخستین خاورشناسانی شناخته می‌شود که در زمینهٔ پژوهش‌های زبان‌شناسی ایران و همین‌طور در زمینه‌های زبان‌های هندی و آیین زرتشت پژوهش‌های مؤثری انجام داده‌اند به‌طوری‌که آثار ارزنده‌ای از او به جای مانده است. این پژوهش‌ها و انتشارات به زودی با تحقیقات او پیرامون دین زرتشت و کتاب اوستا ادامه یافت. انتشار نسخهٔ توسعه‌یافتهٔ کتاب منسوخ اوستا، به همراه ترجمهٔ آن به زبان پهلوی (خلال سال‌های ۱۸۵۳–۱۸۵۸)، با انتشار نسخهٔ آلمانی و متن ضمیمه‌ای بود که توسط یک مفسر یادداشت شده بود در سال‌های (۱۸۶۵–۱۸۶۹) همراه شد.

### زند
واژهٔ «زَند» (به معنای «تفسیر» یا «ترجمه») به آخرین متمم‌های متون پهلوی به زبان پارسی میانه و پازَند گفته می‌شود. این تفسیرها که مربوط به اوایل دورهٔ ساسانیان هستند، برای استفادهٔ متون مذهبی نوشته نشدند؛ بلکه برای آموزش‌های مذهبی به عموم (که به زبان اوستایی تکلم نمی‌کردند) مورد استفاده قرار گرفتند. در مقابل متون اوستا به عنوان متون مقدس باقی‌ماندند و به زبان اوستایی (که یک زبان مقدس تلقی می‌شد) خوانده می‌شدند.
استفاده از عبارت «زند–اوستا» برای اشاره به اوستا یا به‌کارگیری واژهٔ «زند» به عنوان نام یک زبان یا متن، اشتباهاتی هستند که اخیراً متداول شده‌اند. در سال ۱۷۵۹ آنکوئتیل – دوپرون گزارش داد که به او گفته شده که «زند» نام زبان نوشته‌های باستانی تر است. سر ویلیام جونز در سومین اثر برجسته خود که در سال ۱۷۸۹ منتشر شد از گفتگویی با یک کشیش هندو یاد می‌کند که به او گفته بود: «زند، نام متون مقدس و اوستا، نام زبان است.»
این سرگشتگی در بین متفکران غربی بسیار رایج شد و «زند – اوستا» هنوز هم در مواردی به متون کهن‌تر گفته می‌شود (هرچند نادرست است).
اثر اولیهٔ راسک با عنوان «بحثی دربارهٔ اعتبار زبان زند» (بمبئی، ۱۸۲۱) در این سرگشتگی نقش دارد. کتاب وسترگارد با عنوان «زنداوستا یا کتاب‌های مذهبی زرتشتیان» (کپنهاک ۵۴–۱۸۲۵) فقط این اشتباه را ترویج کرد.

## اوستای پسین (متأخر)
اوستای پسین (متأخر) شامل قسمتی از یسن‌ها، ویسپَرَد، خرده اوستا (نیایش، گاه، سی روزه، آفرینگان)، یشت‌ها، وندیداد، هادُخت نسک، اَئوگِمَدَئِچا، ویثا نسک، آفرین پیغامبر زرتشت و وِشتاسپ (گشتاسب) یشت است و پنج ششم از کتاب دینی زرتشتیان را تشکیل می‌دهد. در این بخش‌های اوستا با دین زرتشتی متأخرتر روبرو هستیم. پس از زرتشت و شاید در همان زمان او، بسیاری از عقاید قدیم ایرانی و هندوایرانی که در نیایش‌ها و آیین‌ها و آیین‌های دینی خداهای قدیم منعکس بود، همراه با اسطوره‌ها و افسانه‌های این خداها یا آئین‌های دینی پیش از زرتشت با عقیده‌های این پیامبر درآمیخت و از آن متون اوستایی متأخر حاصل شد. ایجاد این تلفیق بر اثر گسترش دین زرتشتی در نواحی مختلف ایران بوده است. برخی بر آن هستند که پس از زرتشت با گفته‌های او آمیخته شد، اصولاً مقبول زرتشت نبوده است و فقط علاقه و پای بندی به سنت قدیم، روحانیون پیرو او را بر آن داشته تا این فکرها را با عقیده‌های او بیامیزد. اما از سوی دیگر، عدم ذکر نام خداهای قدیم هندوایرانی و آئین‌های پرستش آنان در گاهان دلیل قطعی برای مخالفت زرتشت با این افکار نیست. زرتشت در گاهان بر آن است که اصول عقاید و نوآوری‌های خویش را بیان کند و آنچه در مد نظر داشته، احتمالاً تغییر نظر طرز اندیشه مردم نسبت به عالم الوهیت است، نه خاصه دخالت در آیین پرستش خداها، جز مواردی که پسند او نبوده است مانند قربانی‌های بیدادگرانه و افراطی. در نظر او اَهورَه مَزدا برترین خدا است که در میان شش امشاسپند قرار دارد. خداهایی که زرتشت آن‌ها را طرد کرده است. دَیوَه‌ها (دیوها) هستند که دسته‌ای از خداهای هندوایرانی به‌شمار می‌روند. پرستش این‌ها هرگز جایی در آئین زرتشتی پیدا نکرد و «دیوها» به حد قوای اهریمنی و شیاطین نزول کردند. اگر زرتشت با پرستش خداهایی همچون مهر یا با مراسمی همچون فشردن هوم و غیره مخالفت اساسی داشت، این‌گونه خداها و آئین‌ها مشکل می‌توانستند زمانی پس از او در قلب دین زرتشتی، که از محافظه کارترین دین‌ها است، راه یافته باشند. اوستای متأخر همچنینی شامل دعاها و ذکرهایی است که پس از زرتشت تألیف شده است.
دربارهٔ تاریخ تألیف و تدوین اوستای متأخر نمی‌توان به قطعیت اظهار نظر کرد. احتمالاً قدیمی‌ترین بخش‌های آن یعنی یشت‌های کهن، به صورتی که اکنون در دست است، در قرن نهم یا هشتم پیش از میلاد، حدود یک قرن پس از گاهان، تألیف و تدوین شده است.

### یسنا

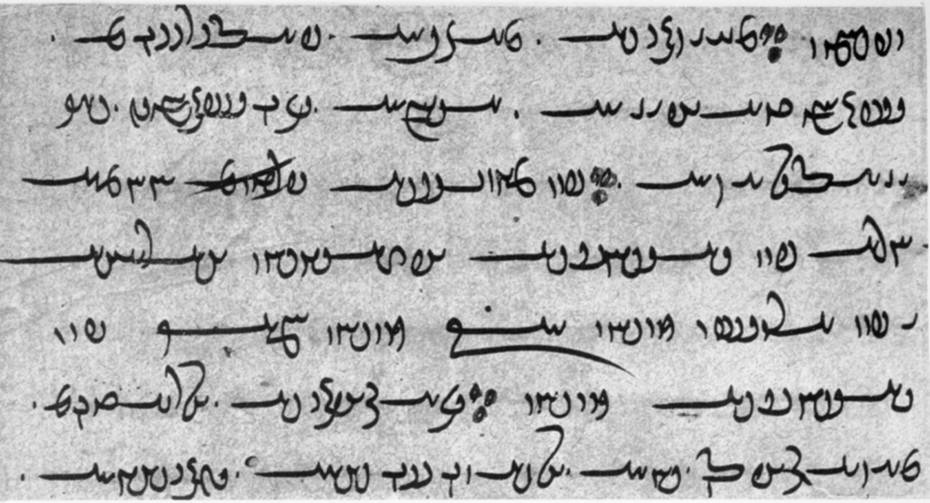
یسنا به خط و زبان پارسی میانه.

یَسن تحت‌اللفظی به معنی «پرستش و نیایش» و از نظر اشتقاق لغوی با کلمات جشن و ایزد فارسی هم ریشه است. گاهان و یَسن‌های هفت فصل در میان یَسن‌ها قرار دارند؛ بنابراین، با محاسبه این بخش‌ها تعدا یسن‌ها ۷۲ تا است و اگر این بخش‌های قدیم تر را جداگانه به‌شمار آوریم، تعداد آن‌ها ۳۸ تا است. همه یسن‌ها را در روحان، با عنوان زوت و راسپی، در مراسم دینی یَسنا (یَزِش) که طی آن شیره گیاه مقدس هوم فشرده می‌شود و با شیر دعا خوانده مخلوط می‌گردد، می‌خوانند. مطالب یشن‌ها به‌طور کلی از این قرار است:
- یسن ۱ تا ۸ شامل ذکر ایزدهایی است که به شرکت در مراسم یسنا خوانده می‌شوند و نثارهایی که به آن‌ها تقدیم می‌گردد.[۱۳]
- یسن ۹ تا ۱۱ هوم یَشت نامیده می‌شود. در یسن ۹ که به صورت گفتگویی میان اَهورَه مَزدا و زرتشت است، به توصیف و اهمیت شیره گیام هوم و ذکر کسانی که به فشردن این گیاه و فراهم آوردن شیره آن برای مراسم یسنا پرداخته‌اند و پسری که به پاداش آن به هر یک اعطا شده است، اختصاص دارد: ویوَنگهان پدر جمشید، آثویَه[Latin ۱] (آبتین، اَثفیان) پدر فریدون، ثریتَه[Latin ۲] (اثرط) پدر اُورواخشیَه[Latin ۳] و گرشاسب و پورشسب پدر زرتشت. یَسن ۱۰ در ستایش هوم و یسن ۱۱ شامل نفرین گاو و اسب و هوم بر کسانی است که مطابق آیین با آن‌ها رفتار نمی‌کنند و دربارهٔ سهمی است که از نثار مراسم یَسنا به ایزد هوم اختصاص دارد.[۱۴]
- یسن ۱۲ و ۱۳ شامل دعای اقرار به دین مزدیسنا (زرتشتی) است و مختصات زبانی اوستای گاهانی را دارد.[۱۵]
- یسن ۱۴ تا ۱۸ دعاهایی است متضمن نام ایزدها.[۱۶]
- یسن ۱۹ تا ۲۱ بغان یَشت نام دارد و تفسیری است بر سه دعای معروف.[۱۷]
- یسن ۲۲ تا ۲۶ دعاهایی است متضمن نام ایزدها.[۱۸]
- یسن ۲۷ متن دعاهای سه‌گانه مذکور در یسن‌های ۱۹ تا ۲۱.[۱۹]
- یسن ۲۸ تا ۳۴

بخشی از گاتاها
- ۳۵ تا ۴۱. نگاه کنید به هفت هات.

یسن ۴۲ در ستایش عنصرهایی است که در آیین یسنا مانند هوم، شیر، گوشت، آب و گیاه به کار می‌روند.
- یسن ۴۳ تا ۵۱

. بخشی از گاتاها
- یسن ۵۲ در ستایش اَشه (راستی) است.[۲۲]
- یسن ۵۳

. بخشی از گاتاها
- یسن ۵۴ متن دعای زرتشتی به نام آ اَئیریِما ایشیو.[Latin ۴][۲۳]
- یسن ۵۵. نگاه کنید به ستایش گاهان.[۲۴]
- یسن ۵۶ درخواست توجه از سوی ایزدها.[۲۵]
- یسن ۵۷ «سروش یَشتِ سرِ شب» نام دارد و به توصیف و ستایش سروش، ایزد نظم و انضباط دینی، اختصاص دارد و از نظر ساخت به مهر یشت همانند است و بخشی از آن از این یشت اقتباس شده است.[۲۶]
- یسن ۸۵ در ستایش نماز است.[۲۷]
- یسن ۵۹ تکرار دعاهای ۱۷ و ۲۶ است.[۲۸]
- یسن ۶۰ مشتمل بر یک سلسله دعا برای اقامتگاه‌های راستکارها است.[۲۹]
- یسن ۶۱ در مدح دعای اَهونَوَر وُهُو، یِنگهِه هاتام و آفرینگان دَهمان و وصیت دیوزدایی آن‌ها است.[۳۰]
- یسن ۶۲ در ستایش آتش است.[۳۱]
- یسن ۶۳ تا ۶۹ دعاهایی است که در آیین فراهم آوردن آب تقدیس شده باید خوانده شود.[۳۲]
- یسن ۷۰ تا ۷۲ مشتمل بر یک سلسله دعاها است.[۳۳]

### ویسپرد
ویسپَرَد تحت‌اللفظی به معنی «همهٔ ردان (سروَران)» است و تامی به یسن‌ها دارد و مطالب آن از این متون اقتباس شده و مکمل آن‌ها است. ویسپرد همراه با یسن‌ها و خصوصاً در مراسم دینی نوروز گاهَنبارها (یا جشن‌های شش‌گانه فصلی) خوانده می‌شود. ویسپرد دارای ۲۴ «کَرده» (=تقسیر شده، بخش) است.

### یشت

فروهر، گمان می‌رود که توصیف یک «فروشی» باشد که در «یسنا» «یشت» ها و «وندیداد» ذکر شده است.

از نظر لغوی، یشت هم ریشه با کلمه یَسن است و معنی تحت‌اللفظی آن نیز پرستش و نیایش است. یشت‌ها سروده‌هایی هستند که عموماً به ستایش خدایان قدیم ایرانی مانند مهر، ناهید و تیشتر اختصاص دارند. بیست و یک یشت در دست است. به نام‌های: ۱-هُرمزد (=اورمَزد) یشت ۲- هفت تن (=امشاسپندان) یشت ۳ اردیبهشت یشت ۴-خرداد یشت ۵- اَرْدْوی سور (=آبان، ناهید) یشت ۶- خورشید یشت ۷- ماه یشت ۸-تیشتر (=تیر) یشت ۹- درواسپ (گوش) یشت ۱۰- مهر یشت ۱۱- سروش یشت ۱۲- رَشن یسشت ۱۳- فروردین یشت ۱۴- بهرام یشت ۱۵- وَیو (=رام) یشت ۱۶- دین (=چیستا) یشت ۱۷- اَشی (اَرد) یشت ۱۸- اَشتاد یشت ۱۹- خُره (=کیان، زامیاد) یشت ۲۰- هوم یشت ۲۱- وَنَند یشت.
همه یشت‌ها از نظر قدمت یکسان نیستند. از میان آن‌ها یشت‌های ۱ تا ۴ و ۱۲ و ۱۸ و ۲۰ و ۲۱ در زمان نسبتاً متأخرتری تألیف شده‌اند، گرچه بعضی از آن‌ها مطالب بسیار قدیمی تری را دربردارند. از میان یشت‌ها، ناهید (یشت ۵) و زامیاد (یشت ۱۹) به حق یشت‌های بزرگ نامیده شده‌اند. از نظر سبک و مطالب، یسن ۹ (هوم) و یسن ۵۷ و یشت ۱۱ (سروش) مشخصات یشت‌های بزرگ را دارند. هم چنین درواسپ (یشت ۹)، بهرام (یشت ۱۴)، وَیو (یشت ۱۵) و دین (یشت ۱۶) در مواردی مشخصات یشت‌های بزرگ را دارا هستند، اما از نظر شکل ظاهری و گاهی مطالب، ناقص به نظر می‌رسند. احتمال دارد که این یشت‌ها بازسازی شده قطعات یشت‌های اصلی همراه با اضافاتی از متون دیگر باشند.
نام بعضی از یشت‌ها با مضمون آن مطابقت ندارد؛ مثلاً اَشتاد یشت دربارهٔ فره ایرانی (یا آریایی) و زامیاد یشت (مشتق از زَم: زمین) دربارهٔ فره کیانی است. همچنین رام یشت دربارهٔ وَیو (ایزد هوا و فضا) است.
تقسیم‌بندی هر یشت به بندها که در چاپ‌های کنونی اوستا معمول است و در نسخه‌های خطی دیده نمی‌شود، از ابداعات دانشمندان اوستاشناس عصر حاضر و به منظور سهولتِ استفاده ارجاع است. اما هر یک از یشت‌های بزرگ در نسخه‌های خطی به بخش‌هایی تقسیم می‌گردد که اصطلاحاً «کرده» نامیده می‌شوند. کلماتی که هر بند کرده با آن شروع می‌شود و پایان می‌یابد و معمولاً از کرده دوم یا سوم آغاز می‌گردد، همه کَرده‌های یشت تا پایان ثابت می‌ماند. تعداد بیت‌ها در هر کرده ثابت نیست. بیت اول هر کرده با توصیف ایزد و عبارتی مشتمل بر پرستش او (معمولاً دربردارنده فعل «می‌پرستیم» یا «باشد که بپرستید») و بیت آخر آن با عبرت «به سبب شکوه و فره اش» آغاز می‌شود. عبارتی که در آغاز بیت اول هر کرده و عبارتی که در آغاز بیت آخر کرده می‌آید و به شکل ترجیع بند تکرار می‌شود دربردارنده درون مایه هر یشت است به گونه‌ای که خصوصیت‌های اصلی ایزد مورد پرستش در آن نمایان است و این یکی از خصوصیت‌های ساختاری یشت‌ها است. تکرار عین کلمه‌ها یا تکرار یک عبارت واحد در آغاز و پایان بیت‌ها به منظور اهمیت دادن به مطلب و جایگزین ساختن آن در ذهن شنونده‌ها از دیگر مشخصه‌های یشت‌ها است.
تکرار یک کلمه در حالت‌های تصریفی گوناگون، به دنبال هم، در یک بند برای اهمیت دادن به مفهوم کلمه (مانند تکرار کلمه اَناهیته «پاک، بی عیب» در حالت‌های گوناگون صرفی در بند ۸۸ یشت ۱۰) از همین گونه ابداع‌های شاعرانه است.
از دیگر مشخصه‌های ساختاری یشت‌ها قرینه‌سازی در نقل روایت‌های اساطیری و حماسی است؛ مثلاً جدال تیشتر با دیو اپوش در یشت ۸ یا ستیز آتش و اژی‌دهاک (=ضحاک) بر سر به دست آوردن فره در یشت ۱۹ به همین سبک به شعر درآمده است.
یشت‌های بزرگ از نظر محتوا دارای ساختمان خاص هستند: توصیف، مدح و ستایش به یاری خواندن ایزدی که یشت بدو اختصاص دارد، همراه با ذکر اسطوره‌ها و حوادثی که آن ایزد در آن‌ها نقشی داشته است. اسطوره‌ها به صورت ضمنی و غالباً فشرده به منظور اهمیت و تأثیر ایزد مورد پرستش در حوادث ذکر می‌گردد؛ مثلاً زمانی یکی از شخصیت‌های داستان ایزد معبود را با نثارِ قربانی به یاری خوانده و او به فریاد وی رسیده است. به عنوان نمونه، ترجمه قسمتی از آبان یشت را که در آن توصیف اَرْدْوی سور ناهید و آمدنِ او به یاری پااوروَه کشتی‌ران ذکر شده، نقل می‌کنیم:
- ۱-اهوره مزدا به زرتشت سپتیمان گفت: برای من بستان اَرْدْوی سور ناهیدِ همه جا گسترده درمان بخشِ دوری گزیننده از دیوِ (کسی که از دیوها یعنی خدایانی که زرتشت آن‌ها را مطرود دانسته، جدایی اختیار کرده است) اَهورَه کیش را که در خور پرستش و ستایش جهان مادی است: افزایش دهنده خرمن، راستکار، افزایش دهنده گله و رمه، افزایش دهنده ثروت، افزایش دهنده دارای، افزایش دهنده کشور، راستکار…[۴۱]
- ۶۱-او را پااُوروَه، کشتی‌ران ماهر، پرستید در هنگامی که فریدون پیروزمند او را به شکل کرکس در بالا به پرواز درآورد.[۴۲]
- ۶۲-هم چنان سه روز و سه شب به سوی خانه خویش پرواز می‌کرد، (اما) نمی‌توانست فرود آید. در پایان شب سوم به سپیده دم رسید، در روشنی سپیده دم اَرْدْوی سور ناهید را خواند:[۴۳]
- ۶۳: ای اَرْدْوی سور ناهید، زود به یاری من بشتاب، مرا یاری ده. اگر من زنده به زمینِ اَهورَه آفریده و خانه خویش برسم، تو را در کنار رود رَنگها[Latin ۸](پهلوی اَرَنگ:رودخانه‌ای اساطیری) هزار زوهر (نثار مایع که طی مراسم از آب پاکی و شیره گیاه هوم و شیر تهیه می‌کردند) آمیخته با هوم و شیر، تصفیه شده، نیاز خواهم آورد.[۴۴]
- ۶۴-اَرْدْوی سور ناهید به شکل دختری زیبا، بسیار نیرومند، نیک اندام، کمر بسته، راستکار، خوب جهر، آزاده، در حالی که کفش‌هایی به پا کرده بود که تا قوزک او را پوشانیده بود، با بندهای زرین، درخشان (به سوی او آمد).[۴۵]
- ۶۵-بازوهای او را گرفت. دیری نگذشت که کشتی‌ران تلاش کنان به زمین اهوره آفریده و خانه خویش، تندرست، نه بیمار و آسیب دیده، همچون پیش از آن، فرود آمد.[۴۶]

داستان‌هایی که در یشت‌ها آمده، غالباً کوتاهند و فقط اشاره‌ای به آن‌ها شده است؛ زیرا مخاطب‌ها، همه آن‌ها را می‌دانسته‌اند. داستانی که نقل شده، تنها به این صورت خلاصه ضبط شده و از جزئیات آن اطلاعی نداریم؛ مثلاً نمی‌دانیم که پااوره مذکور در این یشت چه کسی بوده و چرا فریدون او را به شکل کرکس دراورده بود. در جای دیگر نیز در اوستا به این حادثه اشاره‌ای شده است (در رساله پهلوی پُرسشنی‌ها (بند ۳۲) در تشبیهی آمده است که، پااوروه که کارها را با یک دست و پا انجام می‌داد…). ولی متأسفانه اطلاع بیشتری از آن به دست نمی‌آید. اما بسیاری از داستان‌های دیگر که خلاصه وار در یشت‌ها آمده، در روایت‌های بعدی، مانند ادبیات پهلوی یا شاهنامه یا منبع‌های اسلامی مربوط به ایران، به صورت کامل تر و مفصل تر ذکر شده است. اما روایت کامل تر آن در مآخذ پهلوی و فارسی در دست داریم. اگر همه اوستا امروز برجای بود، مسلماً داستان‌های بیشتری را در دست داشتیم، زیرا در ادبیات پهلوی به داستان‌هایی برمی‌خوریم که از سبک جمله‌بندی آن‌ها در می‌یابیم که مأخوذ از اوستا است، در حالی که اصل اوستایی آن‌ها را اکنون در دست نداریم. مانند داستان گرشاسب در کتاب نهم دینکرد و رایت‌های پهلوی و داستان برخورد فریدون با ماَزندَرها در کتاب نهم دینکرد.
روی داده‌هایی که در یشت‌ها ذکر شده و در آن خدایان نقش اساسی داشته‌اند، بسیار کم است. از باب نمونه داستان جدال تیشتر (=شعرای یمانی و ایزد باران) با اَپُوش (به معنی «بازدارنده آب»؛ دیو خشک سالی) که در تیشتر یشت آمده و داستان جدال آتش و اَژی (مار) که بر سر فره می‌جنگند و سرانجام اَپام‌نپات آن را از آسیب رهایی می‌بخشد (زامیاد یشت) قابل ذکر است. روی دادهایی را که در آن‌ها نقش اساسی بر عهده اشخاصی جز خدایان است، می‌توان به سه دسته تقسیم کرد:
1. رویدادهای مربوط به نخستین، پهلوان‌ها و شاه‌ها، پیشدادی مانند جدال گرشاسب با گَندَرو (رام یشت، نبد ۲۷ تا ۲۹؛ زامیاد یشت، بند ۴۰ و ۴۱ و غیره)، که اثری است مربوط به دوره هندوایرانی و نیز روایت‌های مربوط به دوران طلایی جمشید که در طی آن مردم‌ها فارغ از مرگ و بیماری و پیری بودند (آبان یشت، بند ۱۵ تا ۱۷، اَرد یشت، بند ۲۸ تا ۳۱، زامیاد یشت، ۳۱ تا ۳۹، نیز قس هوم یسن (یسن ۹)، بند ۴ و وندیداد، فصل ۲).[۴۹]
2. آنچه اتفاق‌های تاریخی یا نیمه تاریخی است مانند جنگ کیخسرو با افراسیاب (آبان یشت، بند ۴۹ و بعد؛ درواسپ یشت، بند ۱۷ و بعد و غیره) یا نبردهای کی گشتاسب با خیونان (رام یشت، بند ۲۹ به بعد؛ زامیاد یشت، بند ۸۷).[۵۰]
3. آنچه نتیجه و حاصل اختلاط عقیده‌های زرتشت با اعتقادات قدیم ایرانیِ پیش از زرتشت است. در این روی داده‌ها زرتشت به صورت شخصیتی اساطیری درآمده است. مانند شرح گفتگوی زرتشت زرتشت با هوم یا مورد نوازش فراری دادنش اهریمن و دیوها را (اَرد یشت، بند ۱۷ به بعد).[۵۱]

از میان یشت‌های بزرگ، آبان یشت (۵)، درواسپ (۹)، ویو (۱۵) و زامیاد (۱۹) از نظر زبان و طرز بیان مطالب مشترک‌هایی دارند. از سوی دیگر، در چند یشت بزرگ دیگر، یعنی مهر (۱۰)، تیشتر (۸)، بهرام (۱۴) و فروردین (۱۳) نیز ویژگی‌های همانندی را می‌یابیم. از جمله اینکه در گروه اول از قهرمان‌های اساطیری ایرانی و هند و ایرانی سخن رفته است که برای ایزدها قربانی کرده و به آرزوی خود رسیده‌اند و از این رو، فعلی که برای ستایش آنان به کار رفته، به صورت سوم شخص مفرد ماضی (ستود) است و در این یشت‌ها است که اشاره به داستان‌ها و اسطوره‌ها شده است. از سوی دیگر، در گروه دوم از این قهرمان‌های دوره‌های گذشته عموماً یادی نمی‌شود و فعلی که برای ستایش ایزد به کار می‌رود، صورت اول شخص جمع مضارع اخباری (می ستاییم) دارد. این تفاوت شاید از آنجا ناشی می‌شود که ایزدانی چون مهر و تیشتر و بهرام و نیز فروهرها همیشه و هر روزه در کار جهان فعال بوده‌اند و هستند و اهمیتشان بیشتر در نقش فعالانه و دائمی آن‌ها است؛ بنابراین می‌توان حدس زد که در تدوین یشت‌ها سنت‌های گوناگون دینی و ادبی در کار بوده است.
هرمزد یشت (۱)
۳۳ بند دارد و در آن نام‌های اهوره مزدا که هر کدام آشکارگر ویژگی‌های اوست، ذکر شده است.
هفت امشاسپند یشت (۲)
دارای ۱۵ بند در ستایش امشاسپندان است.
اردیبهشت یشت (۳)
دارای ۱۹ بند در ستایش اردیبهشت است که یکی از بزرگ‌ترین امشاسپندان به‌شمار می‌رود. این یشت چنان‌که از زبان و طرز بیان آن بر می‌آید، از یشت‌های متأخر است. بندهای ۱ تا ۴ در ستایش این امشاسپند است و بقیه یشت به ستایش دعای اَئیریِما ایشیو و خطاب به اریامَن، ایزد شفابخشی، اختصاص دارد. اردیبهشت بشت در آیین‌هایی که برای شفا بیمارها برپا می‌گردد، خوانده می‌شود.
خرداد یشت (۴)
دارای ۱۱ بند است در ستایش این امشاسپند و دچار تحریف بسیار شده است.
آبان یشت (۵)
دارای ۳۰ کرده و ۱۳۳ بند است و از جهت تفصیل، (پس از فروردین یشت و مهر یشت) سومین به‌شمار می‌رود. آبان (=آب‌ها) نام متأخر این سرود است. این یشت به اَرِدْوی سورَ اَناهیتا (اَرْدْوی سور اَناهید)، ایزدبانوی آب‌ها و نعمت و برکت و آبادانی، که در اصل رودخانه‌ای بوده و بعدها جنبه الوهیت یافته است، اختصاص دارد. بندهای ۱ تا ۱۵ در توصیف و مدح و ثنای این ایزدبانوست. در بندهای ۱۷ تا ۱۹ آمده است که اهوره مزدا او را ستایش کرده است. در بندهای ۲۱ تا ۸۳ از شاه‌های اساطیری و پهلوان‌هایی که پیش از زرتشت این ایزدبانو را ستایش کرده و مشمول لطف او شده‌اند، سخن رفته است و بندهای ۸۴ تا ۹۶ دربارهٔ آناهیتا و چگونگی ستایش او است و بندهای ۹۷ تا ۱۱۸ در ستایش نامدارهای معاصر زرتشت است که اَرْدْوی سور ناهید را ستایش کرده‌اند و بندهای ۱۱۹ تا ۱۳۳ در تعریف و توصیف در خواست یاری از او است.
در این یشت، همانند یشت‌های دیگر، اعتقادات پیش از زرتشت با عقاید زرتشتی درآمیخته است. در بندهای ۳ تا ۵ و ۹۶ و ۱۳۲ مشخصات پیش زرتشتی این ایزدبانو و نیروی حیات بخشی او دیده می‌شود. در بندهای دیگر خصوصیت زرتشتی شده وی آشکار است به گونه‌ای که اهوره مزدا به او حیات بخشیده است تا در سیتز آفریده‌های نیک با بدی یاور آن‌ها باشد (مانند بندهای ۱ و ۶ و ۹۴ و ۹۵ و ۱۰۴ تا ۱۱۸). این بندها همه قدیمی است و احتمالاً به دوره‌های پیش از هخامنشیان تعلق دارد. بعضی بندهای دیگر حاصل انطباق و یکسان شمردن اَناهیتا با اَنائیتس، ایزدبانوی سامی است (بندهای ۱۲۳ و ۱۲۸)؛ به نحوی که گویی سراینده مجسمه‌ای را در پیش داشته است. این بخش شاید در زمان اردشیر دوم (۴۰۵/۴ تا ۳۵۹/۸ پ. م)، که مجسمه‌های اَنائیتیس در سراسر شاهنشاهی هخامنشی برپا شده بود، سروده شده است. بخش‌های متأخرتری نیز وجود دارد که تحت تأثیر عقاید زرتشتی قرار دارد و از آن جهت است که برای پرستش او اهمیت بیشتری قائل شوند. مانند بند ۱۷ که ظاهراً تقلیدی از بند ۱۰۴ است و در آن آمده است که اهوره مزدا برای اَناهیتا قربانی می‌کند. بخش‌هایی از این یشت که در ستایش شاه‌های اساطیری و قهرمان‌های باستانی است، ویژگی‌های حماسی و شاعرانه دارد و در یشت‌های دیگر مانند رام یشت (۱۵) و زامیاد یشت (۱۹) نیز دیده می‌شود. بخش‌هایی از آبان یشت احتمالاً از اردیشت (۱۷) گرفته شده است. محبوبیت آناهیتا موجب شده بود که از اهمیت اَشی، ایزدبانوی برکت، کاسته شود و خصوصیات وی به آناهیتا منتقل گردد. بندهای ۱۳۰ و ۱۰۲ و ۱۲۷ قابل انطباق با بندهای ۶ تا ۱۱ اردیشت (۱۷) است. کریستن‌سن دکر نام بابل را در این یشت (بند ۲۹) قرینه‌ای می‌داند که این یشت در دوره هخامنشی تدوین نهایی یافته است. هم آهنگی کامل از نظر زبانی در همه یشت دیده می‌شود و این خود نمایانگر آن است که مطالب بسیار قدیمی و متأخر با مهارت با یکدیگر تلفیق شده است.
خورشید یشت (۶)
دارای ۷ بند در ستایش خورشید است. به مناسبت ارتباط نزدیک خورشید با مهر، بند ۵ این یشت به ستایش این ایزد اختصاص دارد.
ماه یشت (۷)
دارای ۷ بند در ستایش ماه است.
تیشتر(=تیر) یشت (۸)
دارای ۱۶ کرده و ۶۲ بند است. بند ۱ تا ۱۲ در وصف ستارهٔ تیشتر، ایزد باران است که به احتمال قوی همان شِعرای یَمانی است و ظهور آن نویدبخش فرود آمدن باران است و در بند ۵ آمده است که هم چشم به راه او هستند تا به سوی دریای اساطیری فراخکرد بتازد. در بند ۸ به جدال او بر پریانی که به شکل شهاب‌های ثاقب ظاهر می‌شوند، اشاره شده است و در بند ۱۲ نام ستارگانی که همکار و یاور تیشتر هستند، آمده است: تیشتری‌هایی (کلب اصغر)، «ستاره‌ای که بعد می‌آید (دَبَران پس رونده)، پروین، هفتورنگ و وَنَند (نَسرِ واقع). بندهای ۱۳ تا ۳۴ دربارهٔ جدال تیشتر با اَپوش، دیو خشکسالی و پیروزی این ایزد بر او و نتایج حاصل از آن است. تیشتر در ده شب نخستِ این جدال به شکل جوان پانزده ساله نیرومند و در ده شب دوم به شکل گاوی زرین شاخ و در ده شب سوم به شکل اسب سپید زیبای زرین‌گوشِ زرین لگامی متجلی می‌شود و دیو اپوش، حریف او، به شکل اسب کَلِ گَری ظاهر می‌گردد. هر دو در دریای فراخکرد به نبرد می‌پردازند و سرانجام تیشتر پیروز می‌گردد. آنگاه میع‌ها در میان این دریا گرد می‌آیند. باد باران و ابر و تگرگ را به هفت کشور زمین می‌راند. بند ۳۵ به بعد در ستایش تیشتر و توصیف کارهای نیک اوست و توصیه شده است که مردم این ایزد را آنگونه که شایسته اوست، ستایش کنند تا از قحط‌سالی و سپا دشمن و بیماری‌ها و غیره در امان باشند.
از نکته‌های درخور توجه این یشت، اشاره به تیراندازی آرش (بند ۶ و ۷ و ۳۷ و ۳۸) است و این قدیمی‌ترین منبعی است که در آن، نام این قهرمان آمده است.
درواسپ (گوش) یشت (۹)
دارای ۷ کرده و ۳۳ بند است. بند ۱ و ۲ در توصیف این ایزدبانو است که ایزدِ مسئول تندرستی اسب‌ها است. در بند ۳ تا ۳۳ از شاه‌ها و پهلوان‌ها و شخصیت‌هایی یاد شده است که برای او قربانی کرده و از او یاری خواسته‌اند مانند هوشنگ و جمشید و فریدون و هوم (هم اشاره به ایزد هوم و هم به صورت شخصیت یافته او در داستان کیخسرو و افراسیاب)، کیخسرو و زرتشت. این بخش از بندهای ۲۷ تا ۵۲ ارد یشت (یشت ۱۹) اقتباس شده است. از این رو، بویس بر آن است که درواسپا در اصل صفتی برای اَشی بوده و بعدها ایزد مستقلی محسوب شده است. ارتباط این ایزدبانو با اسب در بُندَهِشن نیز مشاهده می‌شود.
مهر یشت (۱۰)
دارای ۳۵ کرده و ۱۴۶ بند و پس از فروردین یشت (۱۳) مفصل‌ترین یشت است. این یشت در توصیف مهر (ایزد پیمان) است که افزون بر آن وظیفه حفظ تمامیت سرزمین‌های ایرانی را بر عهده دارد و سروَر جنگجوها است. بند ۱ در توصیف این خدا و در ذم پیمان‌شکن‌ها است. در این یشت مهر با صفت‌هایی چون دارای چراگاه‌های فراخ، دارای هزار گوش، دارای ده هزار چشم و کسی که هرگز خواب به چشمش نمی‌آید، توصیف شده است. این ایزد ارتباط نزدیکی با خورشید دارد، بدین گونه که پیش از برآمدن آفتاب، سر برمی‌آورد (بند ۱۳) و از اینجا است که در ادبیات پهلوی و فارسی مهر به معنی خورشید به کار رفته است. او گردونه‌ای باشکوه دارد و با آن در همه جا در حرکت است (بند ۶۷ و ۶۸). حتی پس از فرورفتن خورشید نیز به زمین می‌آید و از یک کرانه آن به کرانه دیگر، برای نظارت بر پیمان‌ها حرکت می‌کند (بند ۹۵). در سراسر این یشت بر وفاداری بر عهد و پیمان، اعم از پیمان میان دو کشور، میان زن و شوهر یا میان دو شریک و انباز، تأکید شده است. مهر در مجازات پیمان‌شکن‌ها سخت گیر است و در بخش‌هایی از این یشت خصوصیت جنگ آوری او در مبارزه با پیمان‌شکن‌ها و دشمن‌هایش توصیف شده است. بهرام، ایزد پیروزی، همچون گرازی تیزدندان، در پیش او در حرکت می‌کند (بند ۷۰ تا ۷۲). مهر جنگجویی است که گرز و نیزه و سپر و تازیانه دارد و گردونه‌ای دارد که در آن انواع این‌گونه سلاح‌ها نهاده شده است. یشت با ستایش مهر پایان می‌گیرد (بندهای ۱۳۶ تا 140).
در این یشت، همچون یشت‌های دیگر، تأثیر تلفیق ماهرانه میان اعتقادهای ایرانی قدیم پیش از زرتشت و عقاید زرتشتی را می‌یابیم (مانند بندهای ۲ و ۳ و ۶ و ۲۰ و ۲۱ و ۵۰ و ۵۱ و ۶۸ و ۷۳ و ۸۹ و ۹۰ و ۱۰۳ و ۱۱۵ و ۱۲۱ و ۱۲۲ و ۱۳۴ و ۱۳۷ تا ۱۳۹). مهر یشت از زمره یشت‌های کهن و شاید قدیمی‌ترین آن‌ها باشد.
سروش یشت (۱۱)
دارای ۵ کرده و ۲۳ بند در توصیف و ستایش سروش، ایزد نظر و انضباط و شرح قدرت او و ایزدان همکار او، مانند مهر و اَشتاد و اَشی است.
رَشن یشت (۱۲)
دارای ۳۸ بند است. رَشن ایزد عدالت است و از این رو، در این بند از انواع وَر (=آزمایش دینی) که برای معلوم کردن گناهکار از بی گناه به کار گرفته می‌شده، سخن رفته است.
فروردین یشت (۱۳)
دارای ۳۱ کرده و ۱۵۸ بند و در ستایش فرَوَهرها یا فروشی‌ها است، که ارواح نگهبان آدمی به‌شمار می‌روند. این یشت مفصل‌ترین یشت است. در بندهای ۱ تا ۸۴ به توصیف فروهرها و نقش آن‌ها در تکوین جهان و پاسبانی آن‌ها از موجودات جهان اختصاص دارد. در بند ۱۱ به نقش فروهرها در بسته شدن نطفه در زهدان مادر و نقش آن‌ها در حفظ آن تا هنگام تولد اشاره شده است. بندهای ۴۹ تا ۵۲ متضمن عقیده قدیمی فرود آمده فروهرها در پایان سال به خانه‌هایی است که در هنگام حیات صاحب آن بدان تعلق داشته است. در بندهای ۴۵ تا ۴۸ و ۶۹ تا ۷۲ به نقش جنگاوری فروهرها و پیروز گردانیدن فرمانروهایی که او را پرستش می‌کنند، اشاره رفته است و در بنه‌های ۶۵ تا ۶۸ از نقش فروهرها در تقسیم آب و جلوگیری از خشک سالی سخن رفته است. در بندهای ۳۷ و ۳۸ سخن از جنگ‌های اولیه ایرانی‌های زرتشتی با قبیله‌های تورانی در میان است که نشانی از آن‌ها در جای دیگری از اوستا وجود ندارد. از صور خیال در خور توجه در این بخش از یشت تشبیه آسمان به پرنده‌ای است که زمین را همانند تخمی دربر گرفته است (بند ۲) و نیز تشبیه آسمان به جامه ستاره نشان، که اهوره مزدا آن را در برکرده است.
بخش بعدی این یشت به ستایش هفت دسته از فروهرهای قهرمان‌های دینی زرتشتی از گیومرث، نمونه نخستین انسان تا سوشیانس اختصاص دارد: فروهر خدایان، گیومرز، زرتشت و میدیوماه (نخستین پیرو زرتشت؛ بندهای ۸۵ تا ۹۵)، فروهرهای نخستین پیروان زرتشت مانند پسرهای زرتشت و گشتاسب و زریر و بستور (۹۶ تا ۱۰۰)، فروهرهای خاندان پوروذاخشتی (بندهای ۱۱۱ تا ۱۱۷)، فروهرهای قهرمان‌های سرزمین غیرایرانی (۱۱۸ تا ۱۲۸)، فروهر سوشیانس (۱۲۹)، فروهرهای شخصیت‌های اساطیری (۱۳۰ تا ۱۳۸) و فروهرهای زن‌های پارسای زرتشتی (۱۳۹ تا 142).
بهرام یشت (۱۴)
دارای ۲۲ کرده و ۶۴ بند در ستایش بهرام، ایزد پیروزی است. بند ۱ تا ۲۷ دربارهٔ جلوه گر شدن بهرام به ده کالبد مختلف است: باد، وَرزا، اسب، شتر، گراز، جوان پانزده ساله، مرغ و ارِغنه (احتمالاً شاهین)، قوچ، بُز نر دشتی و مرد جنگجو. در خور توجه است که تیشتر نیز به بعضی از این شکل‌ها در می‌آید (یشت ۸، بند ۱۳، ۱۶ و ۲۰: جوان پانزده ساله، ورزا و اسب). فره نیز گاه در بعضی از این کالبدها ظاهر می‌شود (یشت ۱۹ بند ۳۵: مرغ و ارِغنَه). بند ۲۸ تا ۳۳ دربارهٔ بهره‌مندی زرتشت از لطف ایزد پیروزی است. احتمالاً این بخش از زمره بخش‌هایی است که حاصل تلفیق اعتقادات پیش از زرتشت و عقاید زرتشتی است. در بندهای ۳۴ تا ۴۶ دربارهٔ اثر معجزه‌آمیز پَرِ مرغ وارِغنه، که نماد بهرام است، سخن رفته است و این بخش از بخش‌های قدیمی این یشت است. بندهای ۵۷ و ۵۸ دربارهٔ هوم و بندهای ۵۹ تا ۶۳ دربارهٔ قدرت و نیروی بهرام در جنگ‌ها است.
بعضی بخش‌های این یشت احتمالاً اقتباس از یشت‌های دیگر است؛ مثلاً بند ۱ از بند ۷۰ یشت ۱۰ است. از سوی دیگر، مضمون بندهای این یشت در یشت‌های دیگر دیده می‌شود. مانند بندهای ۲۸ تا ۳۳ که در بندهای ۶ تا ۱۳ یشت ۱۶ تقلید شده است.
رام (وَیو یا وای) یشت (۱۵)
دارای ۱۱ کرده و ۵۷ بند در مدح وَیو (=وای)، ایزد فضا است و تألیف آن متأخر به نظر می‌رسد. در بند ۱ ستایش و تمجید و توصیف این ایزد آمده و در بنده‌های ۲ تا ۴۱ از کسانی که این ایزد را ستوده و از او درخواست کمک کرده‌اند مانند اَهورَه مَزدا، هوشنگ، تهمورث، جمشید، ضحاک، فریدون، گرشاسب، کیخسرو، هوتوس (یا هُتوس، همسر گشتاسب)، و دوشیزه‌های عموماً یاد شده است و این بخش شباهت به یشت ۵ دارد. بندهای ۴۲ تا ۵۸ دربارهٔ ستایش این ایزد و کارهای اوست و ابهامات بسیار دارد.
تألیف این یشت متأخر به نظر می‌رسد، گرچه مطالب آن قدیمی است. به نظر کریستن‌سن بندهای ۱ تا ۵ و نیز بندهای ۳۸ تا ۵۸ تألیف سستی است. اما بخش‌هایی که حاوی ستایش و مدح قهرمان‌های قدیم در پیشگاه ویو است (بندهای ۷ تا ۳۷) از دوره‌ای بسیار متأخر نیست.
دین (چیستا) یشت (۱۶)
دارای ۷ کرده و ۲۰ بند در توصیف و ستایش چیستا است که در این یشت با صفاتی مانند «کسی که به راه نیک رهنمون می‌شود» و «کسی که به گذرگاه نیک راهبر است» توصیف شده است.
از این توصیف‌ها چنین به نظر می‌رسد که وی ایزدبانوی راه و سفر بوده است. موهبت‌هایی نیز که از وی خواسته می‌شود مانند «گذر از راه‌های خوب (برای رسیدن به مقصد)»، «راه‌های خوب در کوهستان‌ها» و «راه‌های خوب از میان جنگل‌ها» و «گذرگاه‌های خوب از میان رودخانه» (بند ۳) و «نیرومند پا و شنوایی گوش و قوت بازو» (بند ۷) این نظر را تأیید می‌کند. این ایزدبانو با دین (در اوستا دینا) ارتباط نزدیک دارد. هر دو این ایزدبانو هدایت به راه راست را، چه در این جهان و چه در جهان دیگر، بر عهده دارند. این احتمال نیز وجود دارد که چیستا به معنی «درخور توجه، آنکه مورد توجه است» در اصل صفت دین (دینا) بوده است. بندهای ۱ تا ۴ به توصیف و ستایش این ایزدبانو اختصاص دارد. بندهای ۵تا ۱۳ دربارهٔ ستایش زرتشت از این ایزدبانو است و در بندهای ۱۴ تا ۲۰ سخن از ستایش هووی (همسر زرتشت) روحانیِ به (سفر) دور فرستاده شده و رئیس کشور است.
به نظر کریستین‌سن، کوتاهی جملات و سبک انشای خشک دلیل متأخر بودن این یشت است. به نظر او بندهای ۷ تا ۱۳ از نظر جوهر شعری تا حدی شبیه به یشت‌های کهن است و بندهای ۶ و ۷ با تغییرات مختصری در یشت ۱۴ بندهای ۲۸ تا ۳۳ ملاحظه می‌شود و شاید تقلیدی از آن باشد.
اَشی (اَرد) یشت (۱۷)
دارای ۱۰ کرده و ۶۲ بند و در ستایش اَشی، ایزدبانوی ثروت و برکت است. بندهای ۱ تا ۵ در ستایش و معرفی این ایزدبانو و در بندهای ۶ تا ۱۴ از ثروت‌های مادی که اَشی می‌بخشد، سخن رفته است. بندهای ۱۵ تا ۲۲ دربارهٔ ملاقات زرتشت با اَشی است.
در بندهای ۳۲ تا ۵۲ سخن از شاه‌های اساطیری و پهلوان‌ها و شخصیت‌هایی در میان است که این ایزدبانو را ستوده‌اند و از او یاری خواسته‌اند. مانند هوشنگ، جمشید، فریدون، ضحاک، هوم، کیخسرو، زرتشت، گشتاسب (بندهای ۳ تا ۳۱ یشت ۹). بندهای ۵۳ تا ۶۲ در ستایش اَشی و آیین‌های پرستش وی است. در بند ۵۳ فهرست کسانی ذکر شده است که از نثارهایی که به اَشی هدیه می‌شود، محروم‌اند. در بندهای ۵۵ و ۵۶ به اسطوره‌ای اشاره شده است که بر طبق آن اشی در هنگامی که تورانی‌ها او را تعقیب می‌کردند، خود را در زیر پای گاو و بعد زیر گردن قوچی پنهان کرد، اما پسرهای جوان و دوشیزه‌های شوی ناکرده جای او را نشان دادند و اَشی از این رفتار گله مند است. در بندهای بعد سه گله او از گناهکارها ذکر شده است.
اردیشت از جهت زبانِ توصیفی، غنی است. خانه‌های مردهایی که از لطف اَشی برخوردارند، زن‌های آن‌ها که بر بالش‌های تزئین شده تکیه زده‌اند و مرکب‌های این مردها به خوبی توصیف شده است.
اَشتاد یشت (۱۸)
دارای ۹ بند است. اَشتاد صورت پهلوی اَرشتات اوستایی به معنی «درستی، عدالت» است. نام این یشت با مطالب آن مناسب نیست و حتی این واژه در متن این یشت نیامده است. بندهای ۱ و ۲ دربارهٔ فره ایرانی و غلبه آن بر دیوهای گوناگون و کشورهای غیر ایرانی است. در بندهای ۳ و ۴ و در بند ۸ دعای اهونَوَر ستایش شده است و یشت با ستایش مجدد فره ایرانی پایان می‌پذیرد.
خُره (کیان، زامیاد) یشت (۱۹)
دارای ۱۵ کرده و ۹۶ بند است و به دو بخش اصلی تقسیم می‌شود: بندهای ۱ تا ۸ فهرستی از کوه‌های سرزمین ایران است و بندهای ۹ تا ۹۶ ستایش فره (در اوستا خورنَه) است؛ بنابراین، این یشت پیش از آن که مربوط به زمین (در اوستا زَم) باشد، مربوط به فره است. در بنده‌های ۹ تا ۱۳ فره اهوره مزدا ستوده شده که به کمک آن آفریدگان خوب را آفریده است و تا پایان جهان آن‌ها را نگاه می‌دارد. در بندهای ۱۴ تا ۲۰ فره امشاسپندان ستوده شده است. بندهای ۲۱ تا ۲۴ به ستایش فره ایزدان و منجیان بشر اختصاص دارد. بندهای ۲۵ تا ۷۷ اختصاص به فره شاه‌ها و قهرمان‌های اساطیری و اعمال آنان دارد. در این قسمت از هوشنگ (پادشاهی او بر هفت کشور جهان و برانداخت دو سوم دیوها)، تهمورث (چیرگی او بر دیوها و مردم‌ها و جادوگرها و پری‌ها، درآوردن اهریمن به پیکر اسب و سوار شدن بر او به مدت سی سال) سخن رفته است. در مورد جمشید، به تفضیل بیشتری سخن رفته است: او بر هفت کشور زمین فرمانروا بود، هم نیکبختی و هم شهرت، هم گله و هم رمه و هم حرمت را از دیوها برگرفت، در دوران پادشاهی او خوردنی‌ها کاهش نمی‌یافت، چهارپاها و مردم‌ها نمی‌مردند و گیاه‌ها خشک نمی‌شدند، در آن هنگام سرما و گرما و پیری و مرگ و رشک وجود نداشت و این پیش از آن بود که او دروغ بگوید. پس از آن، فره به صورت مرغی از پیش او به بیرون شتافت (بندهای ۳۰ تا ۳۴). به دنبال آن آمده است که فره سه بار به صورت مرغ و ارغنه درآمد. بار نخست ایزدمهر و بارد دوم فریدون (شکست دهنده ضحاک) آن را به دست آوردند. بار سوم آن را گرشاسب تصاحب کرد. از قهرمانی‌های گرشاسب و اژدهاهایی که کشته، به تفضیل سخن رفته است و متن خصوصیات حماسی دارد (۳۵ تا ۴۴). آنگاه شرح ستیز سپند مینو و اهریمن بر سر به دست آوردن فره آمده است.. هر یک از این دو، پیک‌های خویش را فرستادند: یپندمینو بهمن و اردیبهشت (دو تن از امشاسپندان) و آتش را فرستاد و اهریمن، اَکومن و خشم و ضحاک و سپیتور (اره‌کننده جمشید) را روانه کرد. سرانجام، آتش توانست ضحاک را پس براند و فره از مهلکه گریخت و به دریای فراخکرد جست و اَپام نپات، ایزد آب‌ها، توانست آن‌ها را به دست آورد (۴۵ تا ۵۱). بندهای ۵۲ و ۵۳ در ستایش این ایزد است. در بندهای ۵۲ تا ۵۴ از موهبت‌هایی سخن رفته است که کسی که فره با او باشد، به دست می‌آورد. بندهای ۵۵ تا ۶۴ شرح کوشش افراسیاب برای به دست آوردن فره است. بدین منظور او سه بار بره شده و به دریای فراخکرد رفت ولی هر سه بار ناموفق بود و ناسزاگویان از آن دریا بیرون آمد. در بندهای ۶۵ تا ۶۹ ظاهراً از فره رودخانهٔ هیرمند (یا به تعبیری فره سوشیانس) سخن رفته است و در بندهای ۷۰ تا ۷۷ از فره کیقباد و کی اَپیوه و کی کاووس و کی پشین و کی بیارش و سیاوش و کی خسرو یاد شده است. در بندهای ۷۸ تا ۸۲ از فره زرتشت و در بندهای ۸۳ تا ۸۷ از فره گشتاسب و در بندهای ۷۸ تا ۸۲ از فره زرتشت و در بندهای ۸۳ تا ۸۷ از فره گشتاسب و در بندهای ۸۸ تا ۹۰ از فره سوشیانس سخن در میان است و در دو بند اخیر توصیفی از پایان جهان و فرشگرد (=کامل شدن جهان در پایان آن) شده است. بندهای ۹۱ تا ۹۶ به اَستوت ارته که همان سوشیانس یا آخرین منجی است؛ و ظهور او از دریای کانسه در سیستان و پیروز نیروهای خیر بر شر اختصاص دارد.
زامیاد یشت از زمره یشت‌های بزرگ قدیمی است، که در جای جای آن زبان شاعرانه و حماسی ملاحظه می‌شود، گرچه در متن آن تصحیفات بسیار راه یافته و گاه متن را دشوار کرده است. این یشت با سیستان ارتباط بسیار دارد. ذکر قهرمانی گشتاسب به تفضیل، برشمردن رودها و دریاچه‌ها و کوه‌های این ناحیه و ظهور سوشانس از آنجا، دال بر صحت این نظر است. احتمالاً تدوین نهایی این یشت در سیستان بوده است.
هوم یشت (۲۰)
دارای ۲ بند در ستایش هوم است. یسن نهم را نیز در حقیقت می‌توان یشت خاص هوم به‌شمار آورد.
وَنَند یشت (۲۱)
دارای ۱ بند در ستایش ستاره وَنَند یا نَسر واقع است، که از همکاران تیشتر به‌شمار می‌رود.
ویشتاسپ (گُشتاسب) یشت
متنی است مشتمل بر هشت فرگرد و ۶۵ بند است. در این متن زرتشت چکیده از اصول دین خود را به گشتاسب می‌آموزد، به همان شیوه‌ای که اهوره مزدا در فرگرد نوزدهم وندیداد چنین اصولی را برای زرتشت بیان می‌داد. در این یشت قطعاتی از وندیداد، که غالباً از جهت دستوری پُر از غلط است، نقل گردیده است. در آغاز دعای زرتشت به گشتاسب (که تقلیدی از آفرین پیغامبر است) آمده است. سپس به وظائف شاه نسبت به روحانیون و حمایت او از دین و رعایا اشاره رفته است. آنگاه به اهمیت بعضی آئین‌های دینی اشاره شده و سرانجام شرحی از سرنوشت روان پس از مرگ ذکر گردیده است. ویشتاسپ یشت، همانند آفرین پیغامبر زرتشت، احتمالاً متعلق به نَسک دوم از ۲۱ نسک دوره ساسانی به نام وِشتاسپ ساست بوده است. ترجمه پهلوی متأخری از هر دو متن در دست است.
وزن یشت‌ها
از آنجا که یشت‌ها حاصل تلفیق اعتقادات پیش از زرتشت و عقاید زرتشتی است، بر حسب مضمون دو گونه اشعار در آن‌ها قابل تشخیص است. اشعاری که در آن‌ها از اعمال ایزدها و قهرمان‌ها و شاه‌های اساطیری با زبانی شاعرانه شخن رفته و در آن‌ها صور خیال و تشبیهات شاعرانه به کار گرفته شده است و اشعاری که مشتمل بر دعاها و اذکار دینی است و رنگ زرتشتی دارد. در غالب اشعار دسته اول ابیات هشت هجایی است و در اشعار دسته دوم بیشتر به ابیات هفت هجایی و نه هجایی و غیره برمی‌خوریم؛ بنابراین می‌توان احتمال داد که ابیات یشت‌ها اصولاً هشت هجایی بوده و بعدها بر اثر انتقال شفاهی اوستا از سینه به سینه، در طی قرون و اعصار، سپس به کتابت در آمدنش تغییراتی در تعداد در تعداد هجاها راه یافته است. علاوه بر این، تدوین کنندگان نهایی یشت‌ها نیز، که در پی تلفیق عقاید زرتشتی با مطالب ایرانی قدیم متعلق به پیش از زرتشت بوده‌اند، گاه نتوانسته‌اند قواعد عروض یشت‌ها را مراعات کنند. احتمال نیز می‌رود که جملات منثور نیز در میان قطعات موزون راه یافته باشد. از این روست که در بخش‌های متأخر یشت‌های قدیمی نیز به بیت‌های غیر هشت هجایی برمی‌خوریم. بررسی و مقایسه دقیق یشت‌ها و اشعار فارسی میانه و پارتی این نظر را که وزن یشت‌ها بر اساس تکیه بوده است، تأیید نمی‌کند و نظریه هجایی بودن این سروده‌ها هم چنان به قوت خود باقی است.

### وَندیداد
لغت وندیداد که صورت قدیم تر آن ویدیوداد است، اصلاً به معنی «کسی که قانونش جدایی دین و دوری از دیوان» است. «دیو» در اصل به معنی خدا بوده است، یعنی آن دسته از خدایان که زرتشت آن‌ها را مطرود دانسته است و از این رو، در اوستا دیوَیسنَه «دیو پرست» متضاد مزدَیسنَه «مزداپرست» است، و از سوی دیگر وی دیوَداتَه مترادف با مَزدَیسنَه و زَرَثوشتری «زرتشتی، پیرو، زرتشت» به کار می‌رود. بعدها در دوره ساسانی، که «دیو» از معنی اصلی خود که «خدا» و سپس «خدای مطرود» است به معنی امروزی «شیطان، عفریت» درآمد، در هنگام تدوین و تقسیم اوستا به نسک‌ها این بخش از این کتاب را، که دربارهٔ آئین پاکی و طهارت و دوری از پلیدی دیوان است، به این نام خواندند. وندیداد تنها نسک اوستای دوره ساسانی است که به صورت کامل به دست ما رسیده است و نوزدهمین نسک به‌شمار می‌رفته است.
وندیداد مجموع قوانین طهارتی و گناهان و جرائم و تاوان آن‌ها است که به صورت سؤال و جواب تدوین شده و دارای ۲۲ فرگرد (=فصل) است. به منظور سندیت بخشیدن به مطالبی که الزاماً عقاید شخص زرتشت نیست، سوالات از زبان وی خطاب به اهوره مزدا مطرح شده و اهوره مزدا به آن‌ها پاسخ گفته است؛ مثلاً فصل اول دربارهٔ سرزمین‌های گوناگونی است که اهوره مزدا آفریده است و آفت‌هایی که اهریمن در آن‌ها به وجود آورده است و فصل دوم داستان جمشید و طوفانی است که در جهان اتفاق افتاده و قلعه‌ای که جمشید برای حفظ آفریدگان اورمزد ساخته است. داستانی که در قرن ضمن آن شرح کوشش اهریمن برای فریب زرتشت ذکر شده است و در فرگرد نوزدهم وندیداد قرار دارد، نیز هم آهنگی با مطالب اصلی وندیداد ندارد.
از نظر دستور زبان، متن وندیداد غالباً تحریف شده است و با مقایسه با یشت‌ها صورت‌های دستوری آن نادرست است. شناسه‌های اسمی و فعلی غالباً نابجا به کار رفته است. مؤلفین وندیداد به وفور صورت‌های دستوری و جملات را از قسمتی از کتاب به قسمت دیگر آن نقل و تکرار کرده‌اند یا کلمات و عبارات را به تقلید از بخش‌های دیگر اوستا ساخته و به متن منتقل کرده‌اند؛ مثلاً کلمه‌ای که در جمله‌ای به حالت فاعلی آمده عیناً در جای دیگر به همان شکل نقل می‌شود، در حالی که از نظر نحوی آن کلمه بایستی فی المثل حالت مفعولی با اضافی داشته باشد.
تألیف وندیداد را معمولاً به دوره پس از هخامنشیان نسبت می‌دهند. اگرچه مطالب آن بسایر کهنه تر از این زمان و حتی کهنه تر از زمان زرتشت است. احتمالاً مغان غرب ایران که علاقه‌مندی خاصی به امور طهارت داشته‌اند، پس از گرویدن به آئین زرتشت، در تدوین این بخش اوستا نقش عمده‌ای داشته‌اند.

### هیربدستان و نیرنگستان
هیربدستان را معمولاً جز نیرنگستان به‌شمار آورده‌اند، زیرا در نسخه‌های خطی هیربدستان مقدم بر نیرنگستان می‌آید و نیز از این جهت که هر دو متن از نظر سبک نگارش همانندند. هیربدستان مربوط به تحصیلات و مطالعات هیربدی و وظائف و تکالیف هیربدان است. این متن خصوصاً از جهت دربرداشتن مطالبی در مورد تحصیلات دینی زنان در خور توجه است. نیرنگستان شرح قوانین آیین‌های دینی است و در آن از هوم، درون (نان دعا خوانده)، بَرسَم (شاخه‌های مقدس که در هنگام مراسم دینی در دست می‌گرفتند)، نثارها و چگونگی فراهم آوردن و آماده کردن آنها، قربانی‌ها، موارد برگزیدگی آئین‌های دینی و دعاهای مخصوص آن‌ها به تفضیل سخن رفته است.

### هادُخت نَسک
هادُخت نسک نسکی از بیست و یک نسکِ کتاب زند است. سه قطعه از هادُخت نَسک اوستایی که ششمین نَسک از نَسک‌های اوستای عهد ساسانی بود در دست است. قطعه نخست مربوط به اهمیت و اعتبار دعای اَشِم وُهو است. قطعه دوم و سوم دربارهٔ سرنوشت روان پس از مرگ است، که شباهت فراوانی به فرگرد نوزدهم وندیداد (بندهای ۲۷ تا ۳۲) دارد.

### اَئوگِمَدَئِچا
تنها قطعاتی از اَئوگِمَدَئِچا (به معنی «بر زبان می‌آوریم، بیان می‌داریم») در دست است و به نام اولین کلمه متن آن را چنین نام نهاده‌اند. این متن احتمالاً در اصل بخشی از هادُخت نسک اوستایی بوده و در آن جمله‌های اوستایی همراه با ترجمه به سنسکریت و برگردان پازند و ترجمه پهلوی و تفسیر آمده است. متن شامل ۲۹ جمله اوستایی است که ۵ تای آن‌ها در جای دیگر اوستا نیز آمده است. موضوع اصلی آن «مرگ» است. احتمالاً اَئوگِمَدَئِچا آفرین یا دعایی بوده که پس از آفرینگان، پیش از سحرگاه چهارمین روز پس از مرگ، به یاد شخص درگذشته می‌خوانده‌اند. متن پهلوی آن از روی پازند در زمان متأخرتری برگردانیده شده است.

### ویثا نسک
وَیثا (به معنی دانش) نَسک مجموعه کوچکی از قطعات اوستایی است که اتفاقی و گاه بی نظم و ترتیب، بیشتر از وندیداد (یا قطعات اوستایی نقل شده در خلال ترجمه پهلوی این کتاب) یا از فرهنگ اویم و منابع دیگر همراه با ترجمه پهلوی آن‌ها انتخاب شده است. در مواردی جمله‌های پهلوی به فارسی نیز ترجمه شده است. عبارت‌های نقل شده غالباً دچار تصحیف شده است. بخش عمده‌ای از این رساله به بحث دربارهٔ ارتباط یا ازدواج نامشروع یک مرد زرتشتی با زن غیر زرتشتی و فرزندی که از این ارتباط به وجود می‌آید و نیز مسئله ارث چنین مردی اختصاص دارد. اشاره‌هایی نیز به بعضی آیین‌های دینی در این کتاب شده است. تألیف و تدوین این رساله در زمان‌های اخیر انجام گرفته است و نسخه‌های خطی متعدد جدیدی از آن در دست است.

### آفرین پیغامبر زرتشت
متن کوتاهی است که در آن از زبان زرتشت به گشتاسب دعا شده و در ضمن آن خصوصیات و صفت‌های شاه‌ها و قهرمان‌های باستانی و ایزدها ذکر گردیده است.

### خُرده‌اوستا
خرده اوستا (یا اوستای کوچک)، مجموعه‌ای است از دعاهای کوتاه خاص مردم عادی زرتشتی که آن‌ها را در موقعیت‌های خاصی می‌خوانند، در برابر دعاهایی که خواندن آن‌ها در مراسم دینی خاص روحانی‌ها است. نام این کتاب فقط به صورت پهلوی آمده است و دربارهٔ زمان تدوین متن‌های آن نمی‌توان اظهارنظر کرد. تدوین خرده اوستا به آذرباد مَهرَسْپَندان، موبدانْ موبد زمان شاپور دوم ساسانی (۳۰۹ تا ۳۷۹ م)، نسبت داده شده است.
مهم‌ترین بخش‌های خرده اوستا عبارتند از:
- نیایش، نام پنج دعا به نام خورشید و مهر و ماه و آب و آتش است که هر یک از آن‌ها در موقع‌هایی از روز یا ماه باید خوانده شود. یَشت مربوط به هر یک از ایزدهای نام برده یا بخشی از آن، در نیایش مربوط به آن ایزد گنجانده شده است، مثلاً همه خورشید یشت در نیایش اول (بند ۱۰ تا ۱۷) و ماه یشت در نیایش سوم (بند ۲ تا ۹) نقل شده است.[۹۷]
- گاه شامل دعاهایی است که در پنج هنگام از شبانه روز باید خوانده شود.[۹۸]
- سی روزه شامل دعاهایی است که هر یک متعلق به یکی از سی ایزدی است که سی روز ماه بنام آن‌ها است. دو سی روزه، به نام‌های سی روزه بزرگ و کوجک، در دست است. سی روزه را به‌طور کامل، خصوصاً در سی روز پس از درگذشت شخص متوفا، می‌خوانند.[۹۹]
- دعاهایی است که همره با اهدای نذرها می‌خوانند. چهار آفرینگا در دست است: آفرینگانِ دَهمان دعایی است که پس از فوت برای روان فرد در گذشته می‌خوانند؛ آفرینگانِ گاهان که در پنج روز پایان سال به نام روزهای گاهانی که روزهای فرود آمدن ارواح درگذشتگان به زمین است، خوانده می‌شود و آفرینگانِ رَپیتوین[Latin ۲۶] که در آغاز و پایان تابستان خوانده می‌شود.[۱۰۰]
- علاوه بر متن‌های فوق، خرده اوستا شعرها و دعاهای کوتاه دیگری مانند سه دعای معروف زرتشتی، سروش باج (دعای خاص ایزد سروش) و هوشبام (دعایی در ستایش سپیده دم؛ مقتبس از بخش‌های گوناگون وندیداد و یسن‌ها) را نیز دربردارد. در نسخه‌هایی گوناگون خرده اوستا، متن‌هایی نیز به پازند آمده است.[۱۰۱]

### چهرداد نسک
بعضی از نسک‌های اوستا گم شده‌اند و اثری از آن‌ها نیست مانند چهرداد نسک. یکی از نسک‌های گمشدهٔ اوستا که در متن‌های باستانی از آن یاد شده، «چیترادات نسک» نام داشت که ما آن را «چهردادنامه» می‌خوانیم.
در زبان اوستایی: «چیثره‌داته» (Cithradata)، در پهلوی: «چیتردات» (نسک) (Cihr dat) یا (citr) یا: «جیراشت» (jirast) و به گفتهٔ مسعودی (سدهٔ چهارم): «چیرشت» (jirast)، و در پارسی: «چهرداد» (نسک» است.
بخش نخست واژه از ریشهٔ اوستایی: چیثر (cithra) به معنی تخمه و نژاد (چهر).
و بخش دوم: داتا (data) به معنی قانون یا آفرینش (داد) است؛ و روی هم: آفرینش نژادها یا آگاهی‌های نژادی (نژادنامه ـ تبارنامه) معنی می‌دهد.
چهرداد نسک اوستایی، دارای ۲۲ بخش و دوازدهمین نسک از نسک‌های بیست و یک‌گانهٔ اوستای باستانی بوده است.
در متن پهلوی «شایست نشایست» نیز، از چهرداد نامه یاد شده است (پیرامون مشورت با نیکان)
یکی این که امور را به هم‌پرسی مشاورت با نیکان باید کرد و اندازهی مثل آن نیز در «چهرداد» (نسک) پیدا است که سپندارمذ، به منوچهر گفت که در چهردادنامه از نژادها و نسب نامه‌ها و چگونگی فرمانروایی‌های ایرانی به ویژه پیشدادیان و کیانیان و زایش و سرگذاشت پیامبر ایرانی (اشوزرتشت اسپیتیمان) سخن رفته بود …
چهرداد نامه در برگیرندهٔ نژادهای مردمان از کیومرث (نخستین مردم)، چگونگی آفرینش مشی و مشیانه، گسترش و پراکندگی گونه‌های مردمان در هفت کشور زمین (هفت اقلیم) و آیین‌های گوناگون نژادها تا هنگامهٔ زایش زرتشت بوده است؛ و برابر با آگاهی‌هایی که از گفتارهای چهردادنامه در دست است، این دفتر گمشده، از باستانی‌ترین گام‌های تاریخ‌نویسی و از ریشه‌های آیین‌نامه‌ها، تاج نامه‌ها و شاهنامه‌های ایران باستان به‌شمار می‌رود

## گویش اوستا
زبانی که اوستا به آن نوشته شده به سببِ وجودِ نامِ اوستا، زبان اوستایی نامیده شده است. اوستا به دو گویش نوشته شده است:
گویش کهن‌اوستایی (گاهانی) که گاهان و چند پارهٔ دیگر اوستا بدان نوشته شده‌اند. دیگر بخش‌هایی که بدین گویش نوشته شده‌اند همه در یسنا جای دارند و شامل این‌هایند: پارهٔ فَروَرد (هاتِ ۱۱ بندِ ۱۷ تا پایان هاتِ ۱۳)، بندِ نخستِ هاتِ ۱۴، هفت هات، چهار نمازِ پرآوازهٔ زرتشتیان («یَتا اَهو»، «اَشِم وُهو»، «یِنگهه هاتام» و «اَئیریِما ایشیو»)، هادُخت (هات ۵۶) و فْشوشومانتَر (هات ۵۸). علی‌اکبر جعفری گاهان و این پاره‌ها را «سُتوت‌یَسن» دانسته است.
گویش نواوستایی که بخش‌های دیگر اوستا را بدان نوشته‌اند.

## اوستای گاهانی
مراد از اوستای گاهانی، اوستای کهن است که گاتاها (گاهان) را دربردارد. اوستای غیر گاهانی، اوستای متأخّر و مطالب متفاوتی است که افراد مختلف در زمان‌های مختلف به متن قدیمی افزوده‌اند. برخی چون مری بویس برای این افزوده‌های متأخر، ایفای مقاصد تبلیغاتی قدرت ساسانی و نظام سلطهٔ موبدان را قائل شده‌اند. از نظر محتوا نیز به دلیل تفاوت تاریخی، متون گاهانی بسیار ساده و فلسفی هستند اما متون غیرگاهانی دچار پیچیدگی‌های جامعه‌شناختی و نظام‌های قدرت تاریخ پیشرفته‌تر بشری شده‌اند. عده‌ای چون بویس و پورداوود نیز، رقابت با حکومت‌های دین‌محوری چون مانویت در اویغور و مسیحیت در روم و بودائیزم در همسایگان شرقی ساسانی، دلیلی بر اقتدارافزایی دینی بر این متون احکام شرعی در دوره‌های متأخر قدرت ساسانیان دانسته‌اند.
متون گاهانی شامل گاهان (یا چنان‌که در فارسی مصطلح شده «گات‌ها» یا گاثاها)، هفت هات (یسن‌های هَپتنگهایتی) و چهار دعای مذکور در یسن‌های ۲۷ و ۵۴ است.
گاهانگاهی جمع گاه (در اوستا گاثا به معنی سرود) قدیمی‌ترین بخش از اوستا و کهن‌ترین اثر ادبی ایرانی است که بر جای مانده است. سراینده این سروده‌ها خود زرتشت است، چنان‌که در شش تا از گاهان سراینده به عنوان اول شخص از خود یاد می‌کند. گاهان مشتمل بر ۱۷ سرود است که در اوستای کنونی در میان یَسن‌ها قرار دارد و یسن‌های ۲۸ تا ۳۴ و ۴۳ تا ۵۱ و ۵۳ را تشکیل می‌دهد. این سرودها نه تنها از نظر ادبی، بلکه از نظر جهت دربرداشتن تفکرات نوین آن روزگارها اهمیت بسزایی دارد و نشان دهنده عقیده‌های اصلی زرتشت است. در گاهای خدای مطلق اَهورَه مَزدا است و جلوه‌های خاص او امشاسپندان اند و در مقابل، روح مخرب یا اهرمن قرار دارد. متأسفانه به سبب دشواری این سرودها هنوز نمی‌توانیم کاملاً اطمینان پیدا کنیم که آنچه را پیامبر ایرانی در حدود ۱۰۰۰ سال پیش از میلاد بیان کرده است، خوب دریافته‌ایم. دشواری سروده‌های زرتشت تنها به سبب وجود تعداد بسیاری لغت ناشناخته نیست، بلکه مشکل اساسی عدم آشنایی کامل ما با اندیشه‌های او است. زبان شهر نیز خود بر پیچیدگی مطلب می‌افزاید. مشکل‌های دستوری نیز در این امر بی تأثیر نیست. زبان اوستایی زبانی است که در آن، علاوه بر فعل‌ها، اسم‌ها و صفت‌ها و ضمیرها نیز در حالات مختلف نحوی صرف می‌شوند و بعضی حالت‌های صرفی پسوندهای یکسانی می‌گیرند؛ بنابراین ممکن است به یک لغت در جمله چندین محل نحوی داد تا آنجا که مثلاً اسمی را دانشمند اوستاشناسی در یک حالت صری به‌شمار آورده و همان واژه را محققی دیگر در حالتی دیگر دانسته است. در نتیجه، دانشمندهای اوستاشناس جز در این موارد نادری دربارهٔ معنی و مفهوم این سرودها، اتفاق نظر ندارند. دو متخصص ممکن است یک شعر را به دو گونه ترجمه کنند که هیچ‌کدام بر دیگری مزیتی نداشته باشد. با این همه، مشکل‌های لغوی و صرف و نحوی گاهان سبب آن نمی‌شود که لطف و زیبایی آن دسته از سرودهایی را که معنی آن‌ها بر ما روشن است، انکار کنیم، خصوصاً هنگامی که گاهان را با آنچه از شعر هندوایرانی آن زمانی (مانند سروده‌های ودایی و یشت‌ها) باقی‌مانده مقایسه کنیم، بیشتر به بدیع بود گاهان پی می‌بریم. ترجمه گاهان به زبان پهلوی در دست است و در مواردی نادری می‌تواند به فهم بهتر گاهان کمک کند، زیرا در عهد ساسانی به سبب گذشت زمان، فهم زبان گاهان برای موبدان زرتشتی دشوار و گاه ناممکن بوده است.
از نظر ساختمان، شعر گاهان شباهتی به شعرهای ودایی دارد. هر سرود دارای بندهایی است و هر بندی بیت‌هایی را با تعداد ثابتی هجا دربردارد. گاهان را به پنج بخش تقسیم کرده‌اند و هر یک از بخش‌ها دارای فصولی است که به پهلوی «هات»، یا «هاد» (مشتق از واژه اوستایی «هایتی») و به فارسی «ها» یا «هات» نامیده می‌شود. نام این پنج گاهان که از نخستین کلمه‌های هر بخش گرفته شده و همه صورت پهلوی دارند، عبارتند از:
1. اَهونَوَد[Latin ۳۰] (یسن ۲۸ تا ۳۴) دارای هفت «ها» (فصل) به ترتیب مشتمل بر ۱۱، ۱۱، ۱۱، ۲۲، ۱۶، ۱۴ و ۱۵ بند است. در این بخش‌بندهای شعری شامل سه بیت ۹ + ۷ هجایی است.[۱۰۵]
2. اُشتَوَد[Latin ۳۱] (یسن ۴۳ تا ۴۶) دارای چهار «ها» به ترتیب مشتمل بر ۱۶، ۲۰، ۱۱، ۱۹ بند است. در این بخش‌بندهای شعری شامل پنج بیت ۷ + ۴ هجایی است.[۱۰۶]
3. سپَنتمَد[Latin ۳۲] (یسن ۴۷ تا ۵۰) که دارای چهار «ها» به ترتیب مشتمل بر ۶، ۱۲، ۱۲ و ۱۱ بند است. در این بخش‌بندهای شعری شامل چهار بیت ۴ + ۷ هجایی است. مشتمل بر ۱۶، ۲، ۱۱، ۱۹ بند است. در این بخش‌بندهای شعری شامل پنج بیت ۷ + ۴ هجایی است.[۱۰۷]
4. وُهُوخشَتر[Latin ۳۳] (یسن ۵۱) که داری یک «ها» و ۲۲ بند است. در این بخش‌بندهای شعری شامل سه بیت ۷ + ۷ هجایی است.[۱۰۸]
5. وَهیشتوئیشت[Latin ۳۴] (یسن ۵۳) که دارای یک «ها» و ۹ بند است. در این بخش دو بند از بندهای شعری دارای چهار بیت ۵ + ۷ هجایی و دو بند بعدی دارای دو بیت سه پاره‌ای ۵ + ۷ + ۷ هجایی است.[۱۰۹]

هفت هات (هپتنگهایتی)
- هَپتَنگهایتی (هفت هات) یا یَسن‌های هفت فصل، یسن‌های ۳۵ تا ۴۱ را تشکیل می‌دهد و به نثر است و پس از گاهان قدیمی‌ترین بخش اوستا است.[۱۱۰]

### سرگذشت کتاب اوستا و نقل آن به خط اوستایی
بنابر روایتی که در بعضی از کتاب‌های پهلوی آمده است، زرتشت به فرمان گشتاسب کتاب اوستا را همراه با تفسیر آن (=زَند) بر روی پوست گاو یا بر الواح زرین نوشت و آن را در گنج شاهی یا خزانه آتشکده سمرقند نهاد. روایت دیگری که احتمالاً بازتاب نظر روحانیان زرتشتی جنوب ایران است، در کتاب چهارم دینکرد آمده است و بر طبق آن دارا پسر دارا (یعنی داریوش سوم ۳۳۶/۵ تا ۳۳۰ پ. م) دستور داد که همه اوستا و زند را در دو نسخه، یکی در خزانه شاهی و دیگری در دز نبشت، نگاه دارند. در روایتی دیگر از دینکرد آمده است که به دستور گشتاسب تعلیمات زرتشت به کتابت درآمد و نسخه اصلی آن را در گنج شاهی نهادند و رونویس‌هایی از آن پخش گردید. پس از آن، نسخه‌ای را نیز در دزِ نبشت فرستادند. با آمدن اسکندر نسخه‌ای که در دزِ نبشت بود، به دست یونانی افتاد و آن را به زبان یونانی ترجمه کردند.
بلاش اشکانی (احتمالاً بلاش اول: حدود ۵۱ تا ۷۶/۸۰ م) به نواحی مختلف فرمانی فرستاد که آنچه از اوستا و زند به صورت مکتوب یا شفاهی از گزند در امان بود، نگاه دارند. بعدها اردشیر بابکان (۲۲۶ تا ۲۴۱ م) به راهنمایی توسر (مشهور به تنسر) همه آن تعلیمات پراکنده را به دربار خواست. آنچه معتبر بود، پذیرفت و بقیه را کنار گذاشت. در مرحله بعد، شاپور پسر اردشیر (شاپور اول: ۲۴۱ تا ۲۷۲ م) کتاب‌هایی را، که در اصل منشعب از دین (یعنی کتاب اوستا) بودند، یعنی کتاب مربوط به پزشکی، ستاره‌شناسی، حرکت، زمان، مکان، جوهر، آفرینش، فساد، تغییرِ عَرَض، منطق و دیگر صنایع و فنون در هندوستان و روم و دیگر سرزمین‌ها پراکنده بودند، بازگردآوری کرد و آن‌ها را با دین (=مطالعات کتاب اوستا) تطبیق داد و به دستور او، نسخه‌ای از هرچه در دست بود، به گنج شاهی سپرده شد. بعدها، شاپور پسر هرمز (شاپور دوم: ۳۰۹ تا ۳۷۹ م) دستور داد که، برای اطمینان و ایمان مردم به دین، در مورد اقوال و افکار تحقیق شود؛ و از همین رو، آذرباد مَهرَسپنَدان، رئیس موبدان زمان، متحمل آزمایش دینی شد و بر طبق روایات بر سینه او روی گداخته ریختند و از آزمایش پیروز به درآمد. وی اهل قرق و نحل گوناگون و نیز کسانی که به تحقیق در نسک اوستا می‌پرداختند، از بددینی و انحراف برحذر داشت. خسرو پسر قباد (انوشیروان: ۵۳۱ تا ۵۷۹ م) آگاهی و تفکر دربارهٔ هر گونه بدعت در میان چهار طبقه اجتماعی را افزایش داد. وی بر آن بود که زبان اوستایی از طریق سنت شفاهی و کتاب‌ها و رساله‌ها حاوی مطالب فراوانی است، و از همه روحانیون خواست که به تفکر دربارهٔ اوستا و زند بپردازند و از یافته‌های خود بر دانش مردم جهان بیفزایند. در روایت دیگری، به ارتباط انوشیروان، با سرگذشت کتاب اوستا اشاره شده است: مجمعی از موبدان زرتشتی به ریاست وِه شاپور موبدانْموبد زمان خسرو انوشیروان، بیست یک نَسک اوستا را تعیین کرد و به اتفاق نظر، بر رأی خود مهر نهاد.
از روایات مذکور چنین مستفاد می‌شود که در نظر مؤلفان کتاب‌های پهلوی، که در قرن سوم هجری می‌زیستند، ولی روایات ساسانی را منعکس می‌کردند، صورت مکتوب اوستا و زند و خط آن به خود زرتشت بازمی‌گردد که پس از پراکنده شدن اوستا بر اثر حملهٔ اسکندر، چندین شاه ایرانی در زمان‌های گوناگون در صدد جمع‌آوری و تدوین مجدد آن برآمدند. همین نظر را در کتاب‌های عربی و فارسی قرون اولیه اسلامی، که مطالبشان مبتنی بر گفته‌ها و نوشته‌های زرتشتیان است، نیز می‌یابیم. در نامهٔ تنسر آمده است که اسکندر کتاب دین (=اوستا) را که بر دوازده هزار پوست نوشته شده بود، در اصطخر (فارس) سوزانید و یک سوم آن در دل‌ها ماند. طبری می‌نویسد که زرتشت کتابی را بر گشتاسب عرضه داشت که ادعا می‌کرد خدا بر او وحی کرده است. آن را بر دوازده هزار پوست گاو نوشتند و به صورتی که (نوشته‌ها) بر پوست کنده و با زر منقش شده بود. گشتاسب آن را در محلی در اصطخر به نام «دِزِ نِبِشت» نهاد و هیربدان را بر آن گماشت و عموم مردم را از فراگیری آن منع کرد. ثعالبی، مسعودی، مقدسی، ابن مسکویه، و ابن بلخی نیز روایتی نظیر آن را آورده‌اند.
آنچه در روایات مذکور دربارهٔ کتابت اوستا به خط اوستایی در زمان زرتشت ذکر شده، افسانه‌آمیز است. از سوی دیگر، از روایات خارجی چنین بر می‌آید که پیروان ادیان دیگر زرتشتیان را دارای کتابی که در زمان زرتشت به کتابت آمده باشد، نمی‌دانستند. در یکی از روایات مانوی نقل شده در کتاب کفالایا آمده است: «زرتشت کتاب ننوشت، بلکه شاگردان او پس از مرگش (سخنان او را) به خاطر سپردند و به صورت کتاب‌هایی درآوردند که امروز می‌خوانیم. از این گفته می‌توان استنباط کرد که در قرن سوم میلادی زرتشتیان کتاب‌های دینی داشته‌اند، اما معلوم نیست منظور کدام نوشته هاست. احتمال می‌رود که مقصود از این کتاب‌ها، نوشته‌هایی باشد که از دیرباز در بین‌النهرین به نام زرتشت معروف بوده است و نه نوشته‌های خود زرتشت. باسیلیوس (در حدود ۳۷۷ م) گفته مغان کتاب نداشتند… بلکه پسران از پدران خود تعلیم می‌گرفتند؛ بنابراین، هیچ سندی در دست نیست که بر ما روشن سازد که کتاب اوستا پیش آنکه به خط کنونی درآید، به چه خطی مکتوب بوده است. اهمیت سنت شفاهی و حفظ آثار دینی به صورت سینه به سینه در ایران، دلالت بر این دارد که کتاب اوستا بیشتر بدین صورت حفظ می‌شده است تا به شکل مکتوب. چنان‌که در نامهٔ تنسر نیز آمده است که پس از اسکندر فقط یک سوم اوستا در دل‌ها مانده بود. حتی از نوشته‌های پهلوی و عربی و فارسی مذکور، که در آن‌ها سخن از اوستای مکتوب شده است، چنین استنباط می‌شود که نسخه‌های اوستا کم بوده است؛ بنابراین گفته‌ها، فقط ۲ نسخه، یکی در دزِ نبشت، و دیگری در خزانه شاهی، نگهداری می‌شده است. در نتیجه، بعید می‌نماید که تا پیش از تدوین اوستا و نگارش آن به خط اوستایی موجود، این کتاب، به صورت مجموعه واحدی به تمام و کمال، به خطی نوشته شده باشد. البته احتمال اینکه در زمان‌هایی (از جمله بلاش اشکانی) کوشش برای کتابت آن شده باشد، منتفی نیست. همچنین بعید نیست که در دوره ساسانی، پیش از آنکه آن را به خط کنونی نوشته باشد، کوشش شده که به خط پهلوی نیز برگردانند.
منظور از جمع‌آوری اوستا به دستور شاهان در زمان‌های گوناگون، ظاهراً گردآوری روایات سینه به سینه بوده است. در رساله شگفتی‌های سیستان آمده است که نسک‌های اوستا در میان دودمان‌های نیکان (=زرتشتیان) پیوسته بر جای ماند… پس از اسکندر، این نسک‌ها نزد زنان بود و یکی از آن‌ها را به نام بَغ نَسک، جوانی سیستانی به خاطر سپرد و بدین گونه دین (=کتاب دینی) به سیستان بازگشت… جز در سیستان، جاهای دیگر آن را در سینه نسپردند. مسعودی نیز به سنت حفظ سینه به سینه اوستا در سیستان اشاره کرده است. حتی پس از به کتابت درآمدن اوستا نیز موبدان آن را از حفظ می‌خواندند. در کتاب دینکرد آمده است که: «منطقی است که سخن زنده شفاهی را از آنچه مکتوب است، مهم‌تر به‌شمار آوریم.» و در جای دیگر همین کتاب اشاره شده است که اثر مکتوب، صورت کامل نیست. در کتاب‌های پهلوی مکرراً به موبدانی اشاره شده است که همه اوستا و ترجمه و تفسیر (=زند) را از حفظ داشته‌اند.
کتاب اوستا تا مدت‌ها اساساً سینه به سینه حفظ می‌شد. احتمالاً در دوره اشکانی در زمان بلاش اول یا در اوایل ساسانی کوشش شد که آن را به خطی از نوع خطوط مشتق از آرامی متداول در ایران، مانند خط پهلوی بنویسند. در این‌گونه خطوط برای مصوت‌ها در خط عامت خاصی وجود ندارد و گاهی از صامت‌ها برای نشان دادن بعضی مصوت‌ها استفاده می‌شود؛ مثلاً برای ـُ (کوتاه) و اُو (بلند) در خط علامتی نیست و برای ضبط این دو صدا و خصوصاً اُو (بلند) گاهی از حرف واو استفاده می‌شود. علاوه بر آن، این‌گونه خطوط واحد حروف کافی برای نشان دادن همه صامت‌های اوستایی نیستند. نگارش کلمات اوستایی به خط پهلوی، که گاه گاه در کتاب‌های پهلوی آمده است، به خوبی نقص این خط را برای ضبط آواهای کتاب دینی نشان می‌دهد. از این رو، ضبط کتاب اوستا به خطی از این‌گونه بی تردید رضایت بخش نبوده است، زیرا موبدان زرتشتی مانند همه روحانیون دیگر معتقد بودند و هستند که کتاب دینی باید با تلفظی درست و با مراعات تجوید خوانده شود. مسلماً هیچ‌یک از خطوط موجود آن زمان نمی‌توانست این نیاز را برآورده سازد؛ بنابراین، موبدان از روی خط پهلوی، که خود از آرامی اقتباس شده بود و به علت اینکه یک حرف نشانه چندین آوا بود ابهام فراوانی داشت، خطی را اختراع کردند و اوستا را با آن نوشتند. در اختراع این خط بسیار دقت و زمان صرف شده است و احتمالاً هیئتی از روحانیان و دبیران در آن دست داشته‌اند. این دانشمندان برای جلوگیری از هر گونه ابهامی در ضبط اوستا، بر آن شدند که برای هر آوای اوستایی حرف واحدی را در نظر بگیرند و بدین منظور با اعمال تغییراتی در حروف پهلوی، که نشانگر چندین آوا بود، حروف جدیدی را اختراع کردن که هر یک نشانگر یک آوا باشد؛ مثلاً حرف الف پهلوی نشان دهنده چهار آوای ـَ، آ، ه، خ است. مخترعان خط اوستایی این حرف را برای نمایاندن آوای ـَ اوستایی اختصاص دادند و با افزودن دندانه‌ای به آخر آن حرفی را ساختند که نشانگر آوای آ باشد و با افزودن حلقه‌ای بدان حرف ه و با افزودن دنباله‌ای بدان حرف خ اوستایی ایجاد کردند. علاوه بر آن کوشش شد که همه جزئیات و ظرائف تلفظ کلمات با اختراع حروف خاصی نشان داده شود.
خط موجود اوستایی دارای ۵۳ حرف است، ولی از مطالعه نسخه‌های موجود اوستا ۵۸ حرف اوستایی به دست می‌آید که بعضی‌ها در آن‌ها گونه‌های خطی یک حرف هستند و این رقم نزدیک به رقم ۶۰ است که مسعودی برای خط اوستا ذکر کرده است. نام این خط در کتاب‌های پهلوی دین دبیریه، به معنی خط دین است که در کتاب‌های عربی به صورت دین دفیریه، دین دبیره و دین دویره ضبط شده است. دقیقاً معلوم نیست که در چه تاریخی این خط اختراع و اوستا بدان نوشته شده است. از فعالیت دو شاه ساسانی در توجه به دین در منابع پهلوی و عربی سخن رفته است، یکی شاپور دوم و دیگری انوشیروان است؛ بنابراین، شاید بتوان تاریخی میان قرن چهارم و ششم میلادی را زمان نگارش اوستا به خط کنونی آن دانست. می‌توان احتمال داد که این کتاب در قرن چهارم میلادی به کتابت درآمده و در قرن ششم میلادی تدوین نهایی یافته باشد. پس از به کتابت درآمدن اوستا باز هم موبدان آن را از حفظ می‌کردند و از بر می‌خواندند و صورت شفاهی را مهم‌تر از متن مکتوب می‌دانستند.
از اوستا نسخه‌های خطی متعددی در دست است، اما هیچ‌یک از آن‌ها به تنهایی متن کامل اوستا را در برندارد. بعضی از نسخه‌های اوستا همراه با ترجمه‌های پهلوی است و ترجمه پهلی زیر هر سطر متن اوستایی نوشته شده است. قدیمی‌ترین نسخه اوستایی موجود، نسخه K7 (محفوظ در دانشگاه کپنهاگ) است. این نسخه که به صورت عکسی منتشر شده و فقط ویسپَرَد را دربردارد در سال ۶۳۷ یزگردی برابر با ۱۲۶۸ میلادی (یا ۱۲۸۸ میلادی) است. نسخه‌های قدیمی دیگر از قرن چهاردهم میلادی و در ایران به کتابت درآمده‌اند و نسخه‌های متأخرتر از قرن هفدهم میلادی به بعد در هندوستان استنتاخ شده‌اند. اما از انجامه‌های کاتبان این نسخه‌ها می‌توان به وجود یک نسخه خطی مادر در قرن سوم/چهارم هجری (نهم/دهم میلادی) کتابت شده بوده، پی برد.
اوستای مکتوب زمان ساسانی به صورت سه کتاب بزرگ تدوین شده بود که هر یک شامل هفت بخش بزرگ یا به اصطلاح پهلوی نَسک بود و هر یک از نَسک‌ها نیز به فصل‌ها و اجزاء کوچکتری تقسیم می‌شد. نام سه کتاب بزرگ و ۲۱ نسک اوستای زمان ساسانی به زبان پهلوی با خلاصه‌ای از مطالب آن‌ها به این زبان در کتاب هشتم دینکرد ضبط شده است. از نوشته دینکرد بر می‌آید که در زمان دوین این کتاب (قرن سوم) گاه متن اصلی اوستایی و گاه اصل و ترجمه پهلوی بعضی از نسک‌ها از میان رفته بود. نام سه کتاب بزرگ اوستا به زبان پهلوی چنین است: گاهانیگ، هاذگ مانسَریگ و دادیگ. کتاب گاهانیگ مشتمل بر گاهان و تفسیرهای آن، هادگ مانسَریگ مشتمل بر ادعیه و اذکاری بوده که در مراسم دینی خوانده می‌شد و دادیگ مشتمل بر متون فقهی بوده است. ترجمه و تفسیر (=زَند) سه نَسک گاهانیک موضوع کتاب نهم دینکرد است. از میان ۲۱ نسک عهد ساسانی، تنها وندیداد (نسک پنجم از نسک‌های دادیگ) است که به صورت کامل در دست است. از ۲۱ نسک اوستای ساسانی در زمان تدوین دینکرد (قرن سوم هجری) هم متن اوستایی و هم ترجمه پهلوی نسک ۱۱ از میان رفته بود و ترجمه پهلوی نسک ۵ نیز در دست نبوده است. نسک‌های ۱۵ تا ۱۸ مفصل تر از نسک‌های دیگر شرح شده است. ترجمه و تفسیر سه نسک نخستین را در کتاب نهم دینکرد می‌یابیم.